# Hem Vejakorn
Hem Vejakorn ou Hem Wechakon (thaï : เหม เวชกร), né en 1903 ou le 17 janvier 1904 à Bangkok, mort le 16 avril 1969 à Bangkok, est un peintre et illustrateur très connu pour ses couvertures de pulps, des romans populaires à bas coût. C'est aussi un écrivain, auteur de plus d'une centaine de nouvelles fantastiques, surnommé le "père du fantastique en Thaïlande".

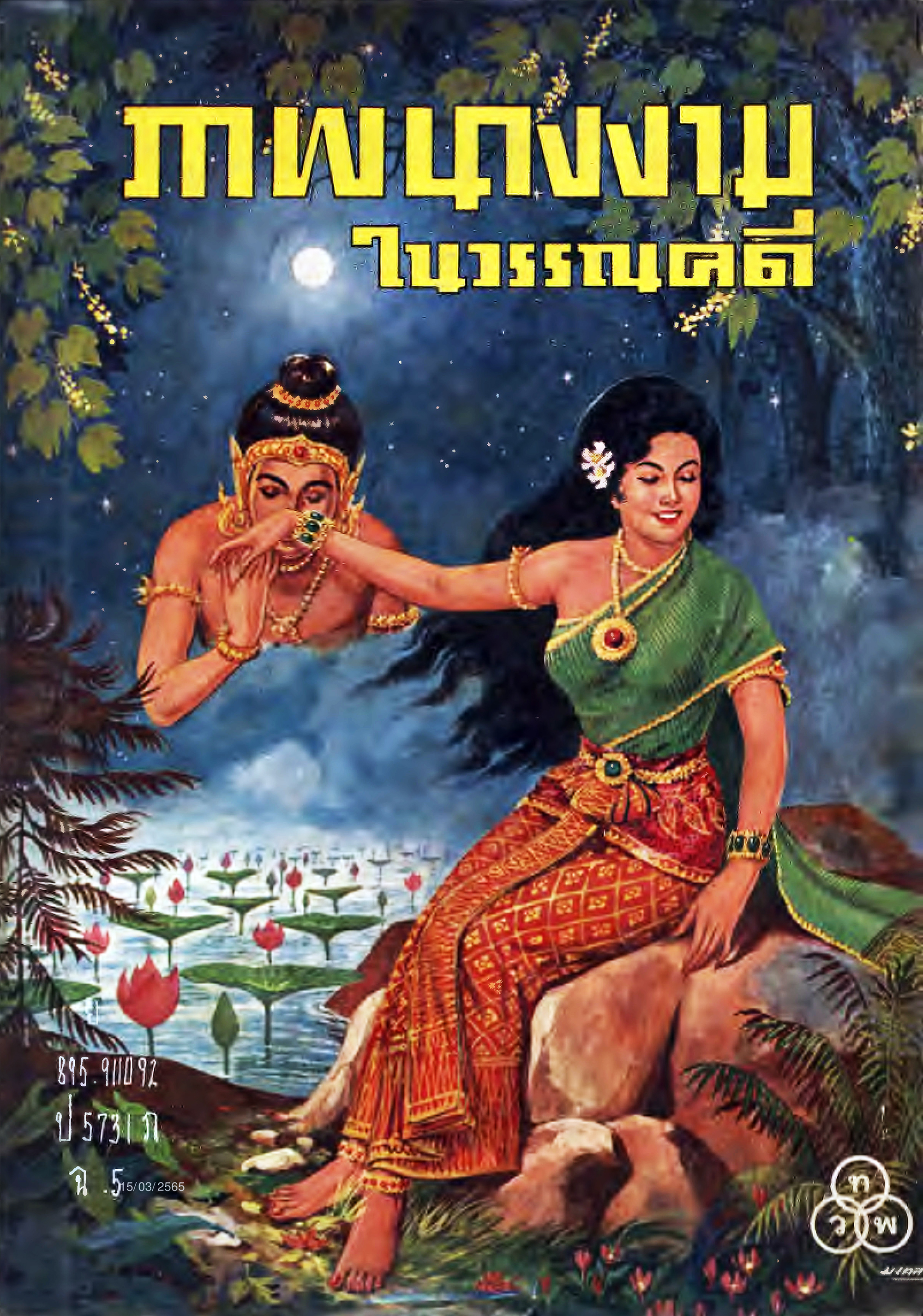
Couverture d'un magazine populaire "pulp" de 1964

Ses œuvres continuent d'être lues et appréciées et elles ont toutes été rééditées pour le centenaire de sa naissance. Ses récits et ses illustrations fournissent la base de nombreux scénarios de séries télévisées et de films.

## Biographie

### Enfance
Alors que Hem est encore un jeune enfant, ses parents se séparent. Il vit alors avec ses demi-frères et ses demi-sœurs.
En 1915, à 11 ans, il va vivre chez un de ses oncles, un architecte chargé de superviser le travail des architectes et artistes italiens qui décorent de peintures l'intérieur du palais d'Ananda Samakhon de Bangkok (พระที่นั่ง อนันต สมาคม). Le jeune Hem devient alors l'élève de l'artiste Carlo Ricoli et apprend les bases du dessin et de la peinture.
Ensuite il étudie mais échoue au collège de l'Assomption (Assumption College - มหาวิทยาลัย อัสสัมชัชั) et à l'école Debsirin ((โรงเรียนเทพศิรินทร์). Cependant il persévère dans la peinture en décorant le Wat Rajaoros (วัดราชโอรส).
Il apprend aussi la musique et joue pour accompagner la projection des films muets qui connaissent à l'époque un grand succès à Bangkok. Il travaille aussi dans une imprimerie.

### Hem Vejakorn, peintre, illustrateur et écrivain

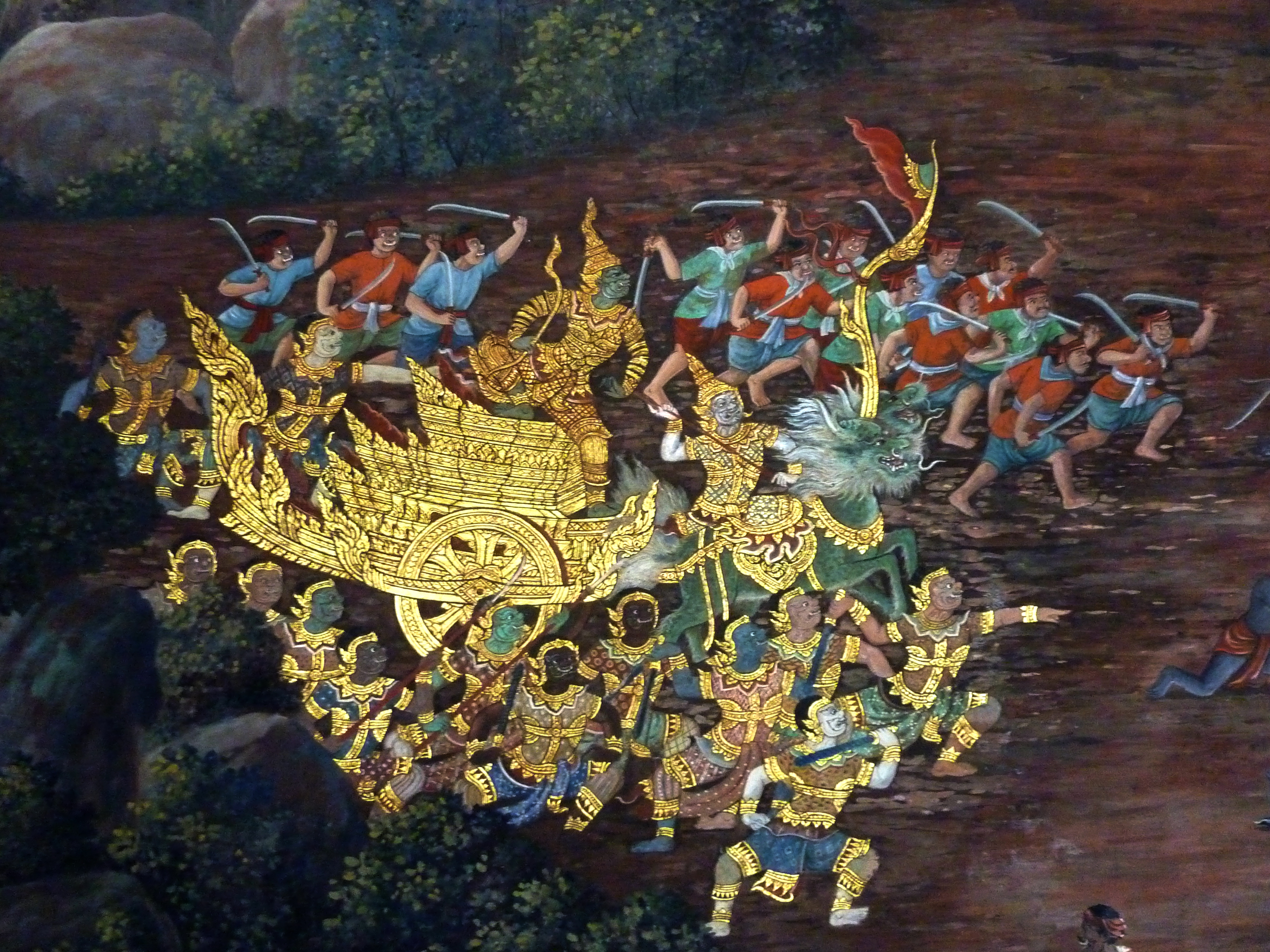
Peinture murale du temple du Bouddha d'émeraude, restaurée entre 1930 et 1932 sous la responsabilité de Hem Vejakorn, illustrant la scène du Ramakien où Phra Rama tue Mangkorn Kan (มังกรกัณฐ์ / Dragon Kan)

En 1930, il est choisi pour participer à la restauration des peintures murales du temple du Bouddha d'émeraude (Wat Phra kaew / วัด พระแก้ว), des peintures qui racontent l'épopée de Rama, le Ramakien.
En 1932, ayant terminé son travail de restaurateur, il fonde avec des amis la maison d'édition Phlœn Chit (เพลินจิต), une maison qui publie des romans et nouvelles illustrés à 10 satangs et il écrit sa première nouvelle fantastique "Fantôme".

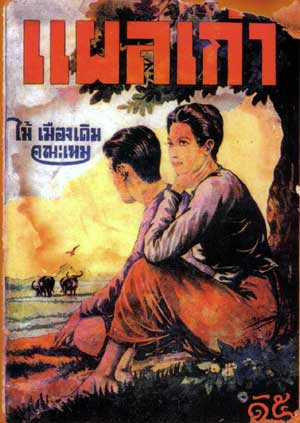
Couverture du livre แผลเก่า (La cicatrice) de Mai Muangderm, classique de la littérature thaïlandaise illustré par Hem Vejakorn en 1936

En 1935, il fonde sa propre maison d'édition : il publie et illustre, entre autres, en 1936, la nouvelle "La cicatrice" (Phlae kao / แผลเก่า / la vieille cicatrice) de Mai Muangderm (ไม้ เมืองเดิม) : cette histoire connaît un succès considérable et est depuis très régulièrement adaptée au cinéma, d'abord par Cherd Songsri avec l'acteur Sorapong Chatree et l'actrice Nantana Ngaograjang par exemple, et ensuite aussi en séries télé.
Mais en 1936, à la suite de difficultés financières, il doit refaire des piges pour des quotidiens et des hebdomadaires appartenant au prince Phithayalongkorn ((พิทยาลงกรณ์) où il écrit sous le pseudonyme de « No Mo So » (น.ม.ส.). Il continue de dessiner et de peindre et il fait la couverture d'une édition de la légende de Sri Thanonchai (ศรีธนญชัย).
Pendant la seconde guerre mondiale, il travaille pour le gouvernement et fait des dessins de propagande dans les manuels scolaires.

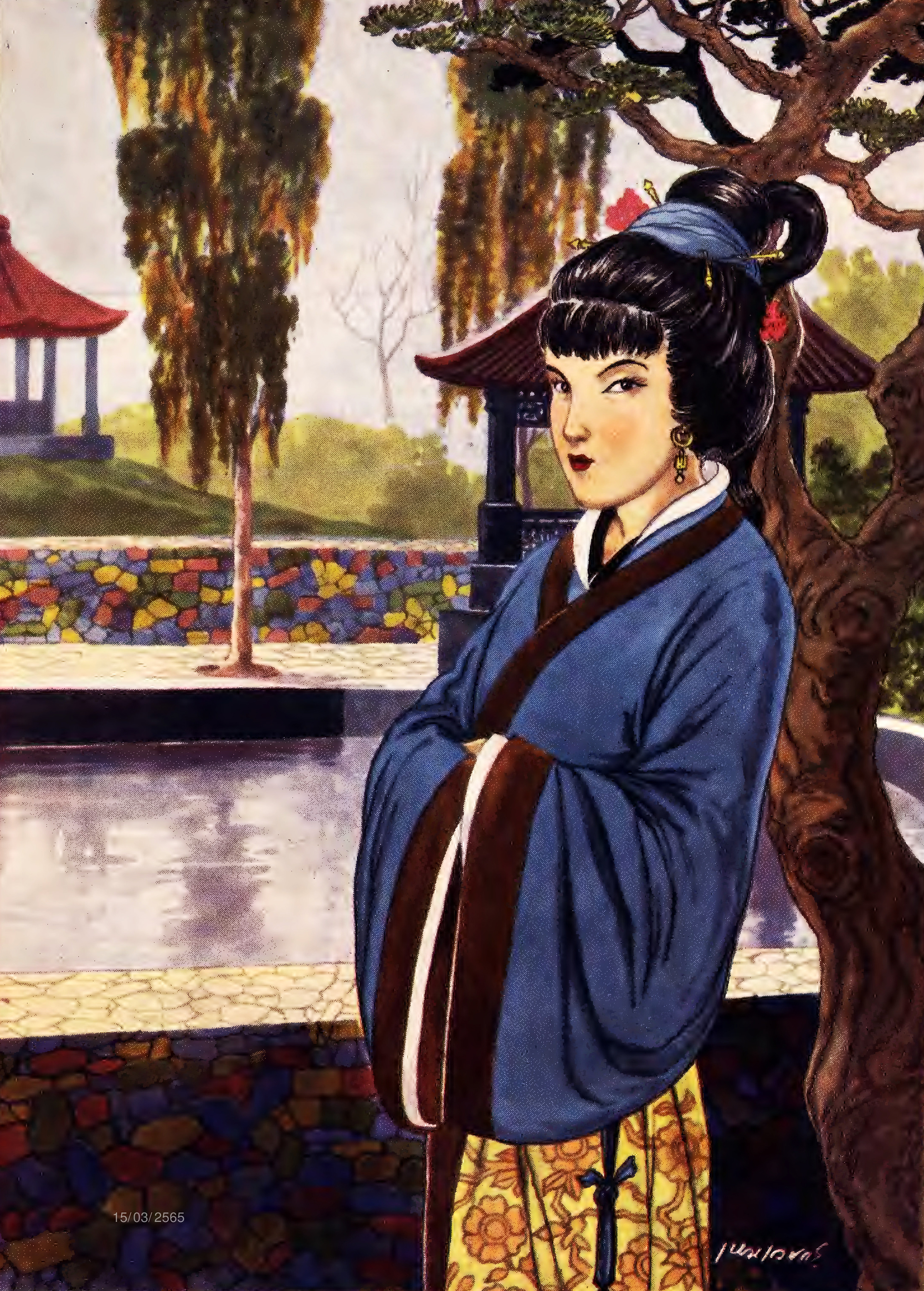
Les trois royaumes

À la fin de la guerre, il donne des cours de dessin et de peinture par correspondance : en 1944, Payut Ngaokrachang, le futur réalisateur du premier dessin animé long métrage thaïlandais Sudsakorn, suit son enseignement... 

Il illustre aussi "Les trois royaumes" (thaï : สามก๊ก / sam kok), un des quatre grands classiques de la littérature chinoise. 

Les trois royaumes
Zhao Yun
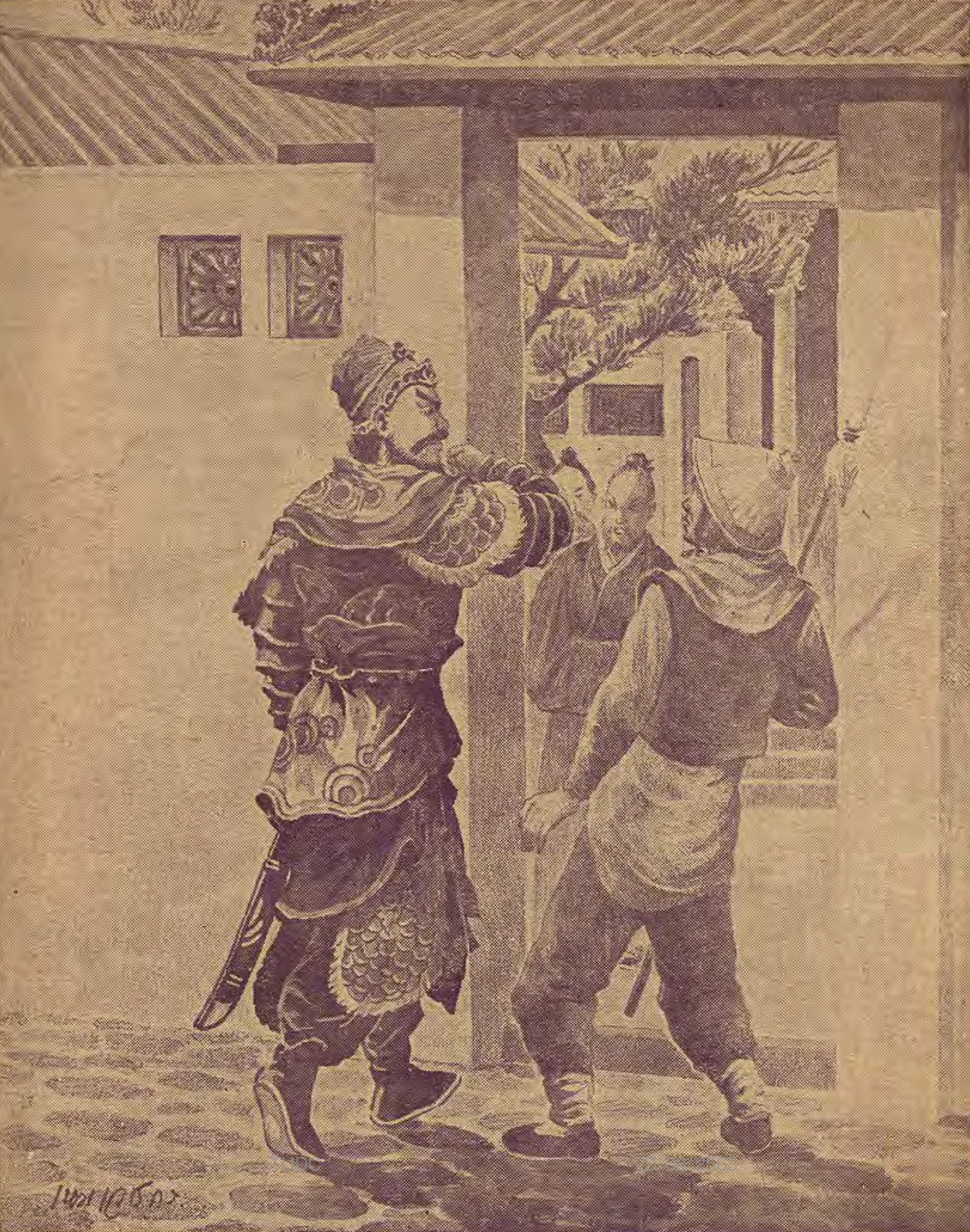
Zhang Fei
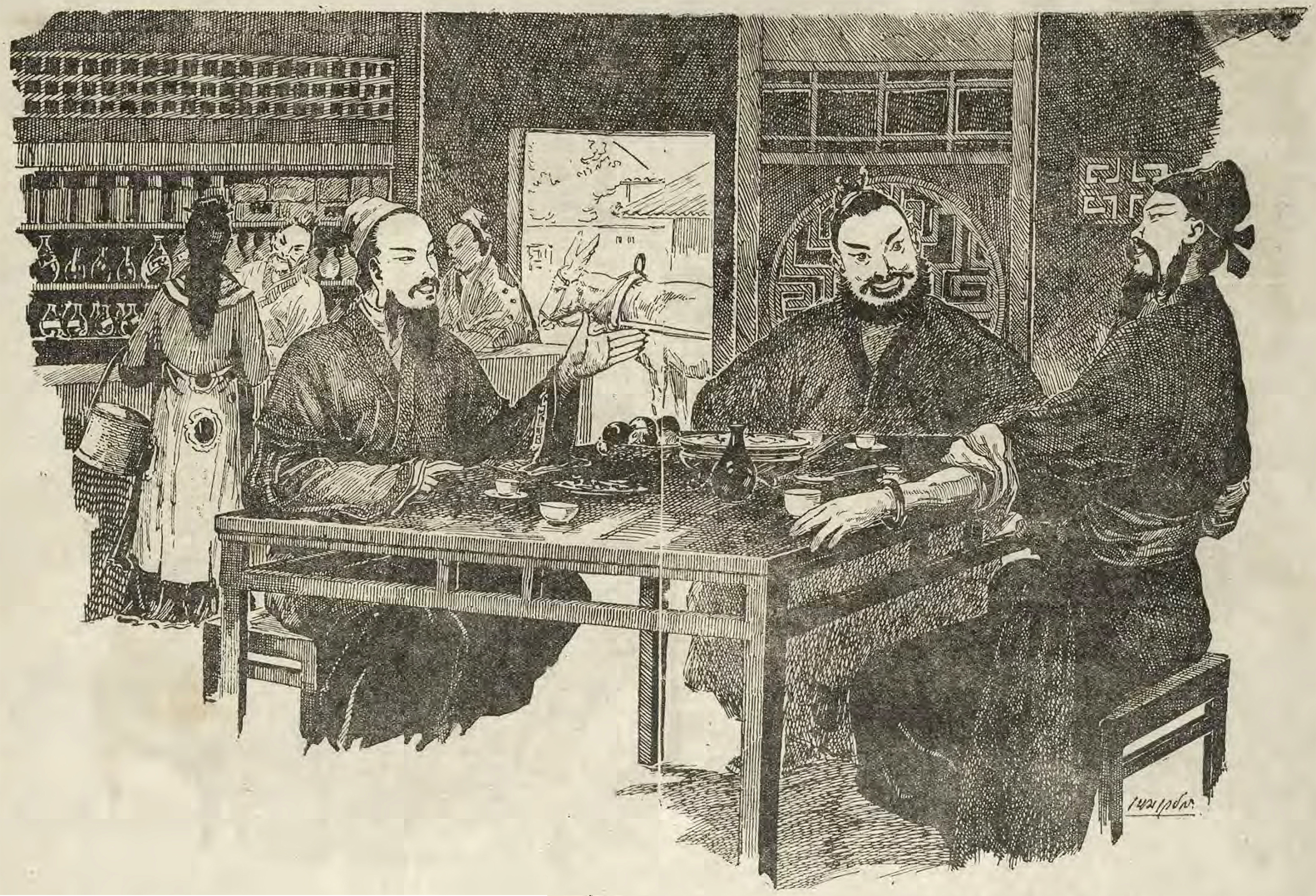
Liu Bei, Guan Yu et Zhang Fei
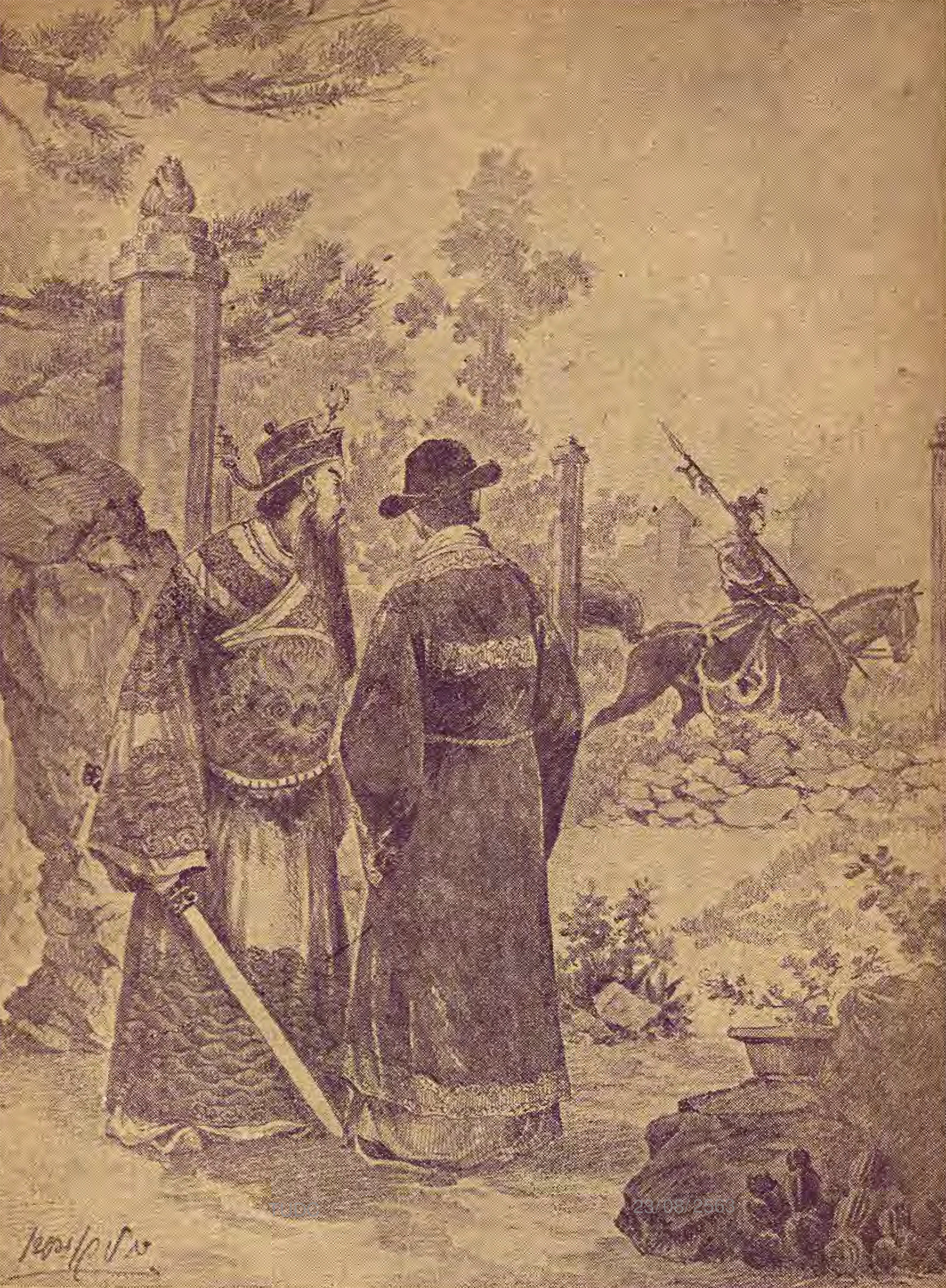
Dong Zhuo, Li Ru et Lü Bu à cheval

A la fin de la guerre et jusqu'à sa mort, il devient à plein temps un écrivain et illustrateur de talent.  

Illustrations d'histoires de fantômes
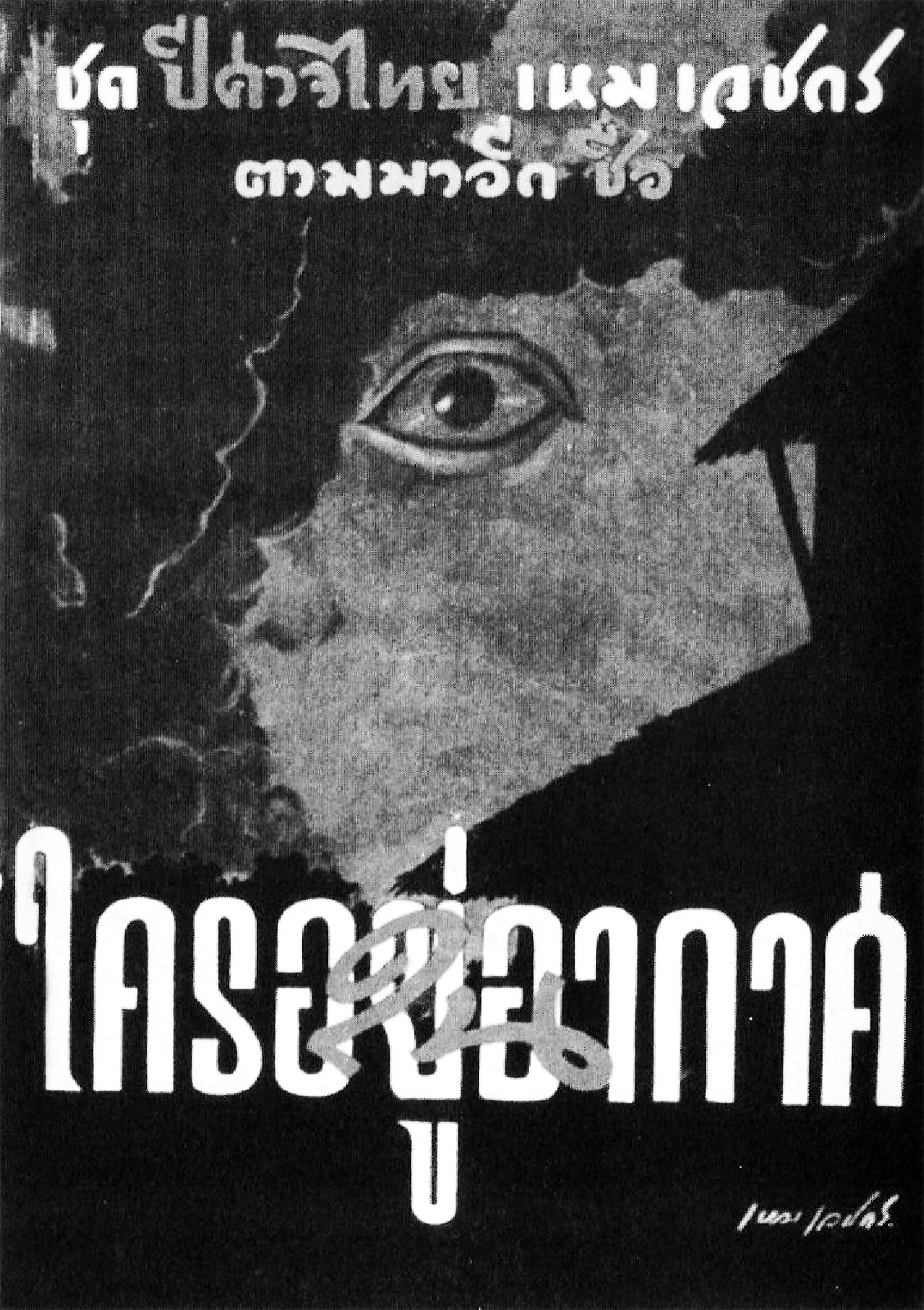
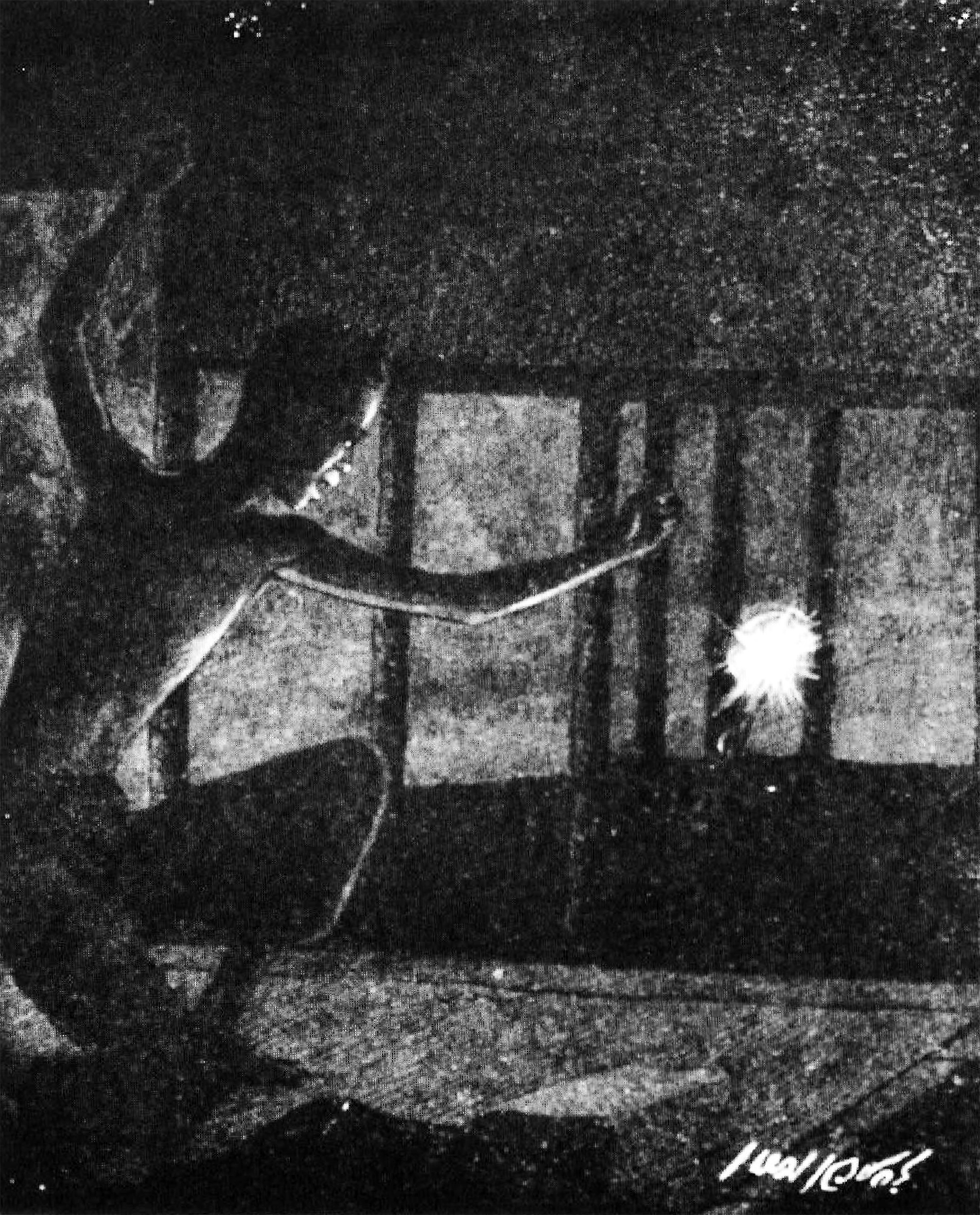
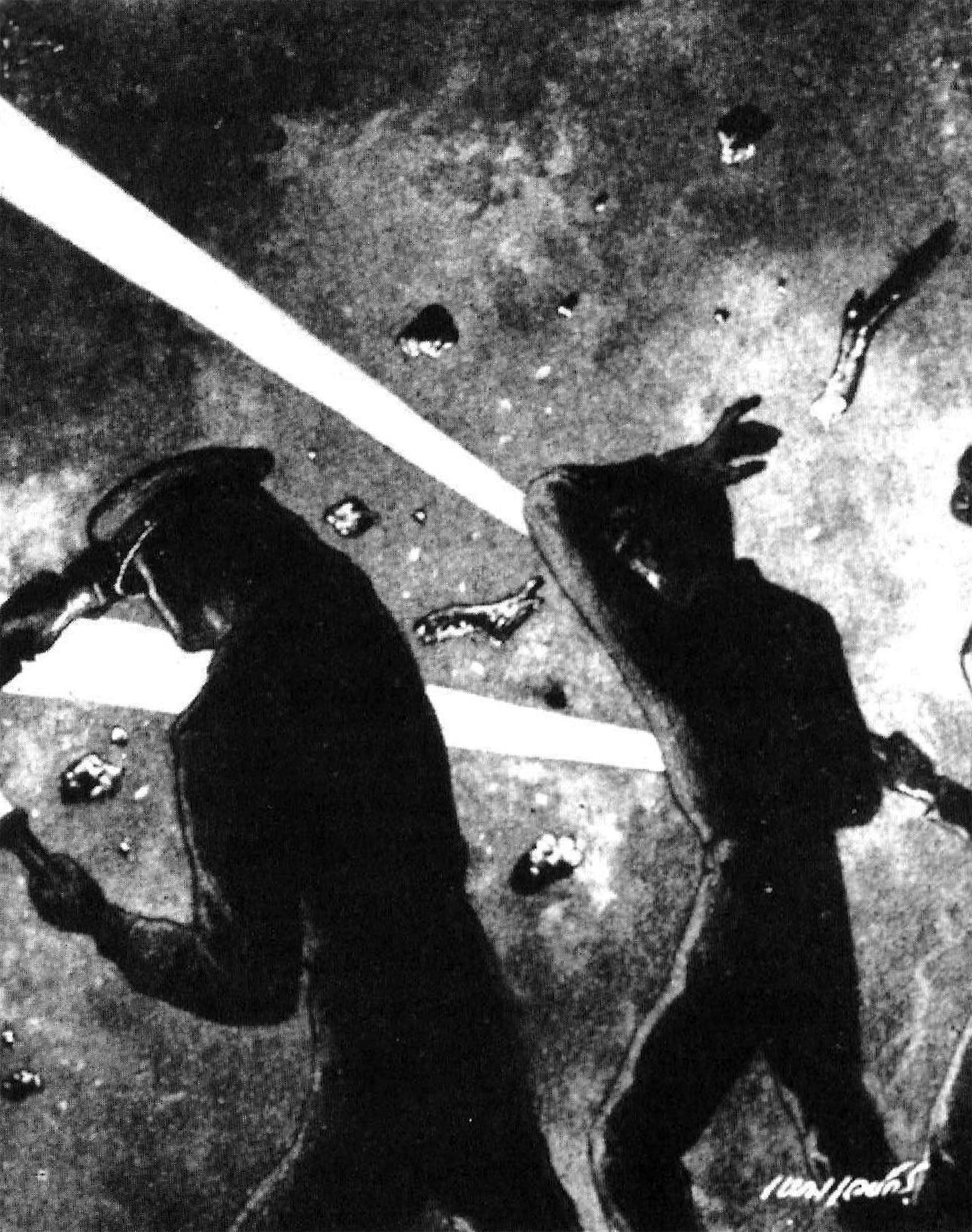
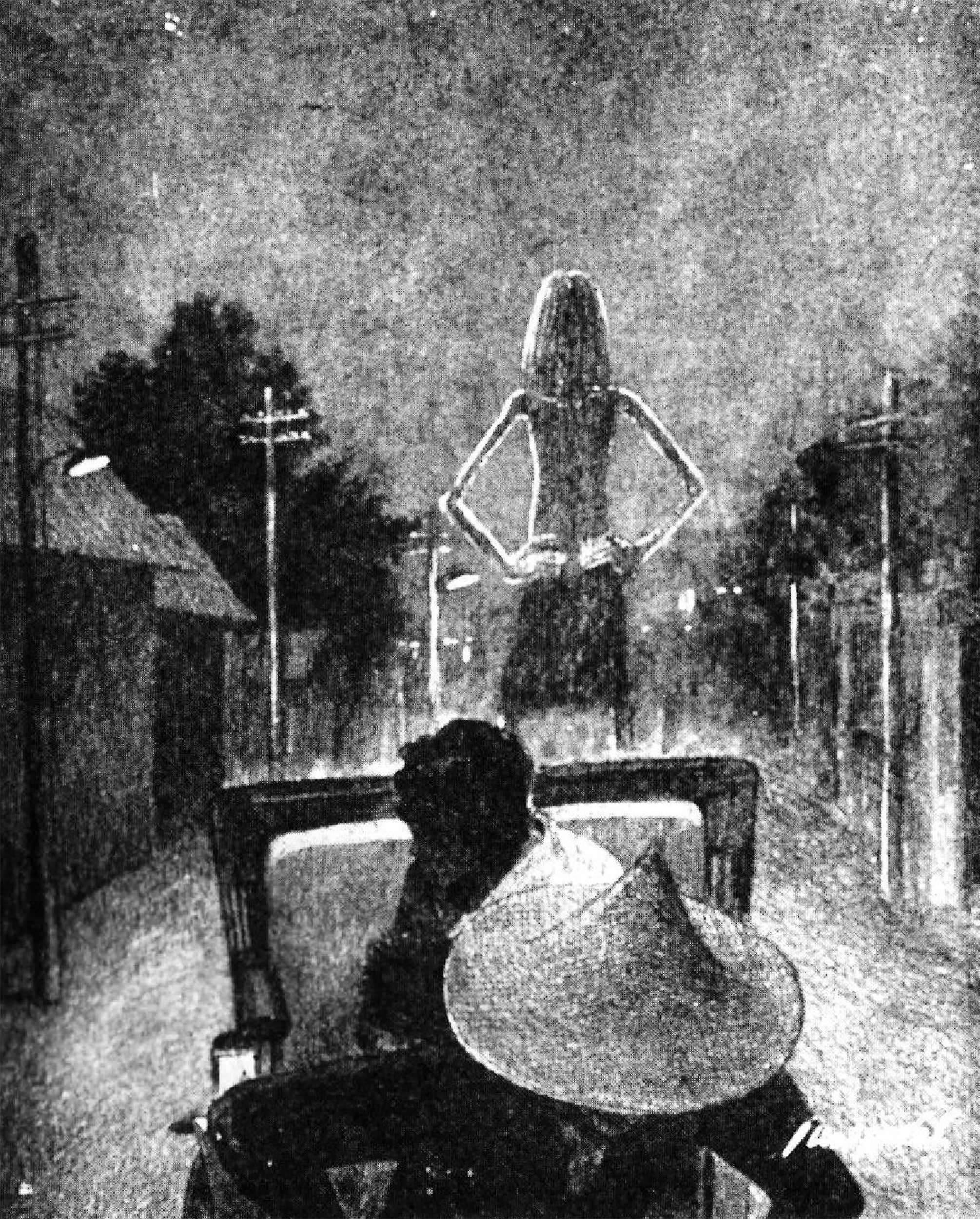
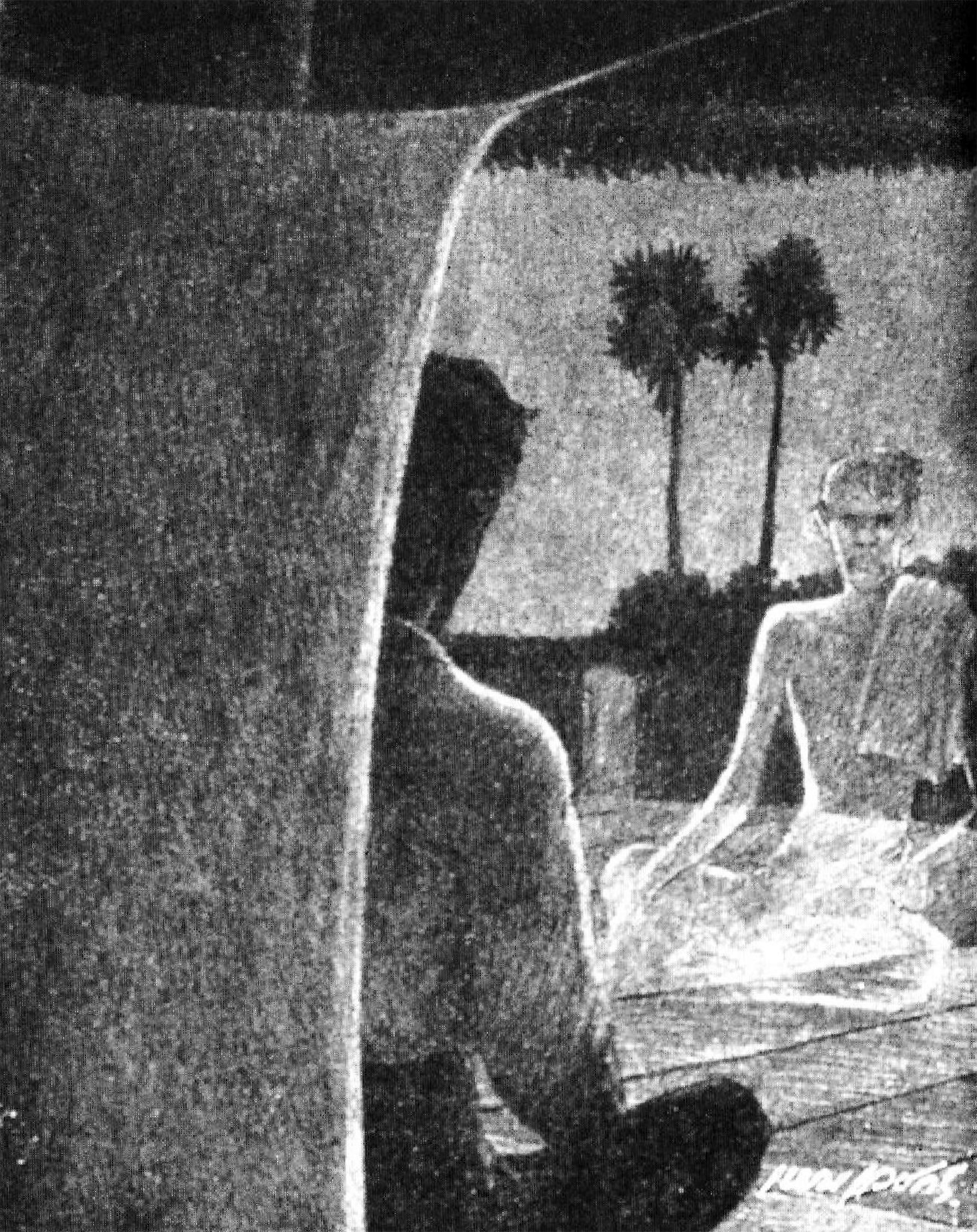

Il écrit et illustre une centaine d'histoires de fantômes (thaï :ผี / Phi) basées sur deux thèmes majeurs (que l'on retrouve souvent dans le cinéma thaïlandais) : 
- l'Amour avec des nouvelles comme "Souvenir d'amour" (Sanya Rak / สัญญารัก) et "Promesse" (Sanya / สัญญา) ;
- et la Vengeance avec des textes comme "Maître Aroon" (Kru : Arun / ครูอรุณ) et "Transfert de faute" (Mao Thot / เหมาโทษ)[4].

Dans les années 1950 et 1960, il fait aussi des dessins et peintures pour mettre en valeur des classiques de la littérature thaïlandaise : 
- le poème Lilit Phra Lo (1963) [5]

- les traductions en anglais du prince Prem Parachatra (พระวรวงศ์เธอ พระองค์เจ้าเปรมบุรฉัตร) des chefs-d’œuvre "Phra Aphai Mani" de Sunthorn Phu ("An introduction to Phra Aphai Mani", 1952) et "Khun Chang Khun Phaen" ("The Story of Khun Chang Khun Phaen), chefs-d’œuvre qui eux aussi sont ensuite souvent adaptés au cinéma (dessin animé Sudsakorn, films  Legend of Sudsakorn et Kunpan: Legend of the Warlord ...) ;

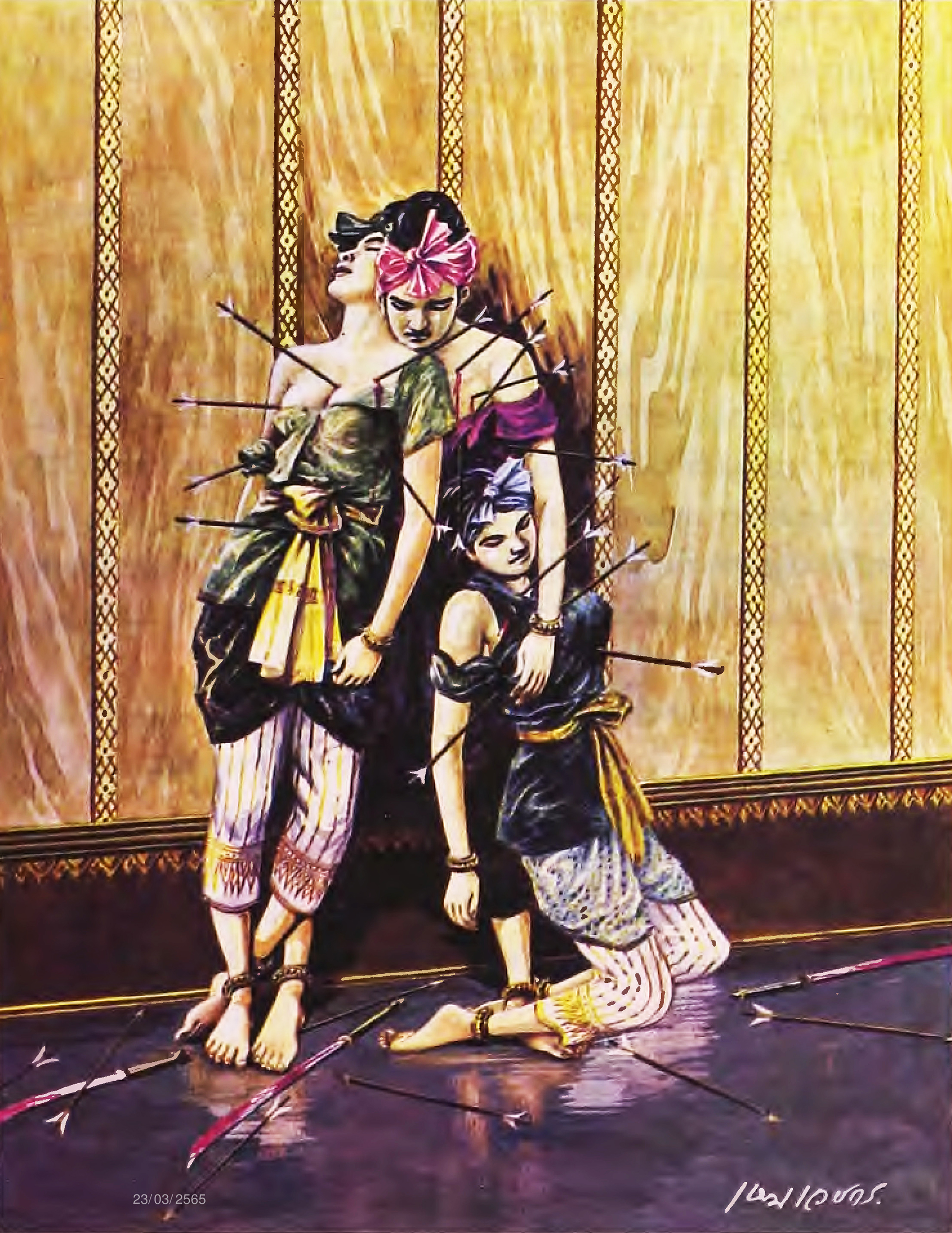
Lilit Phra Lo
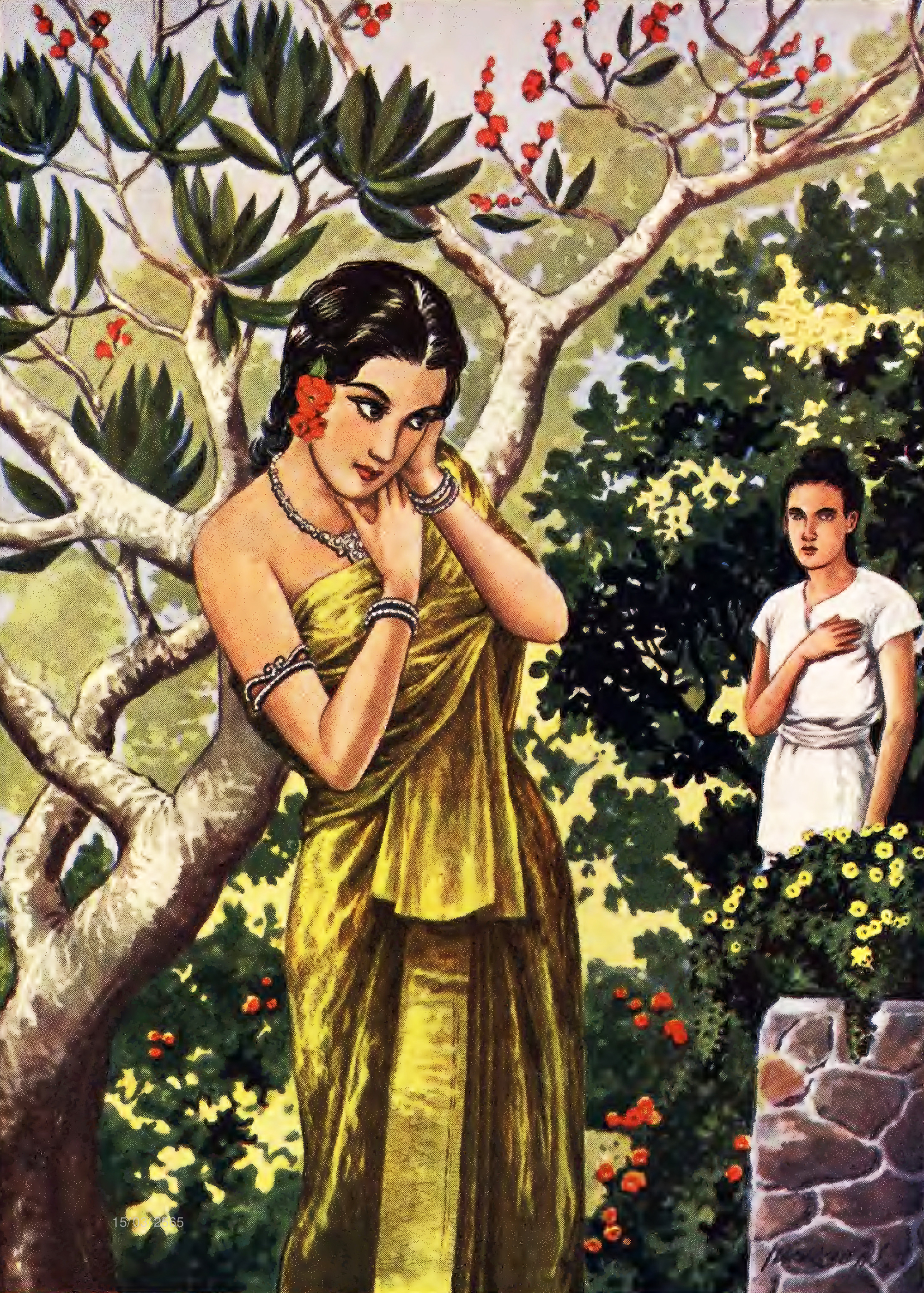
Phra Aphai Mani
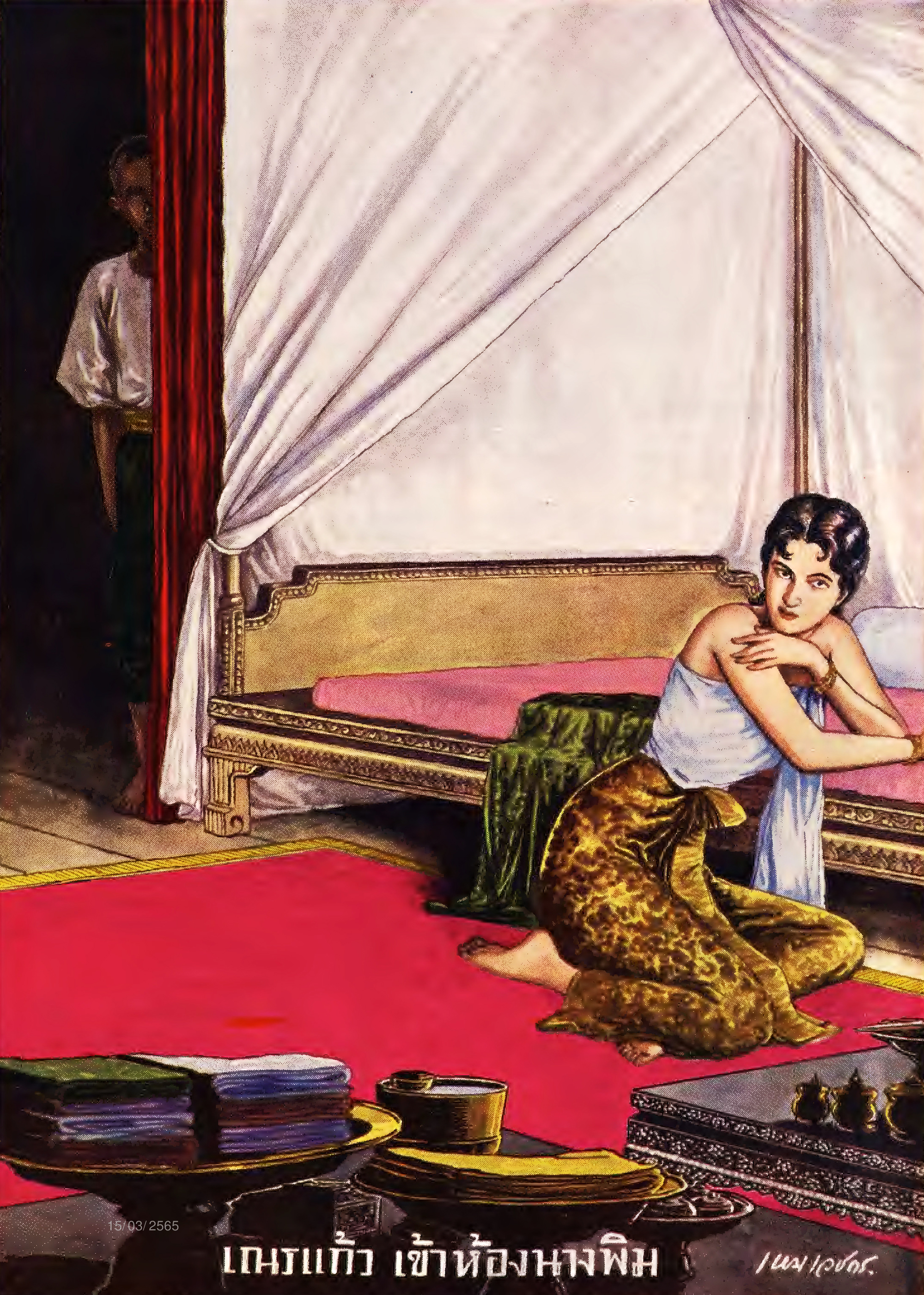
Khun Chang Khun Phaen

- des poèmes de Rama Ier et Rama II

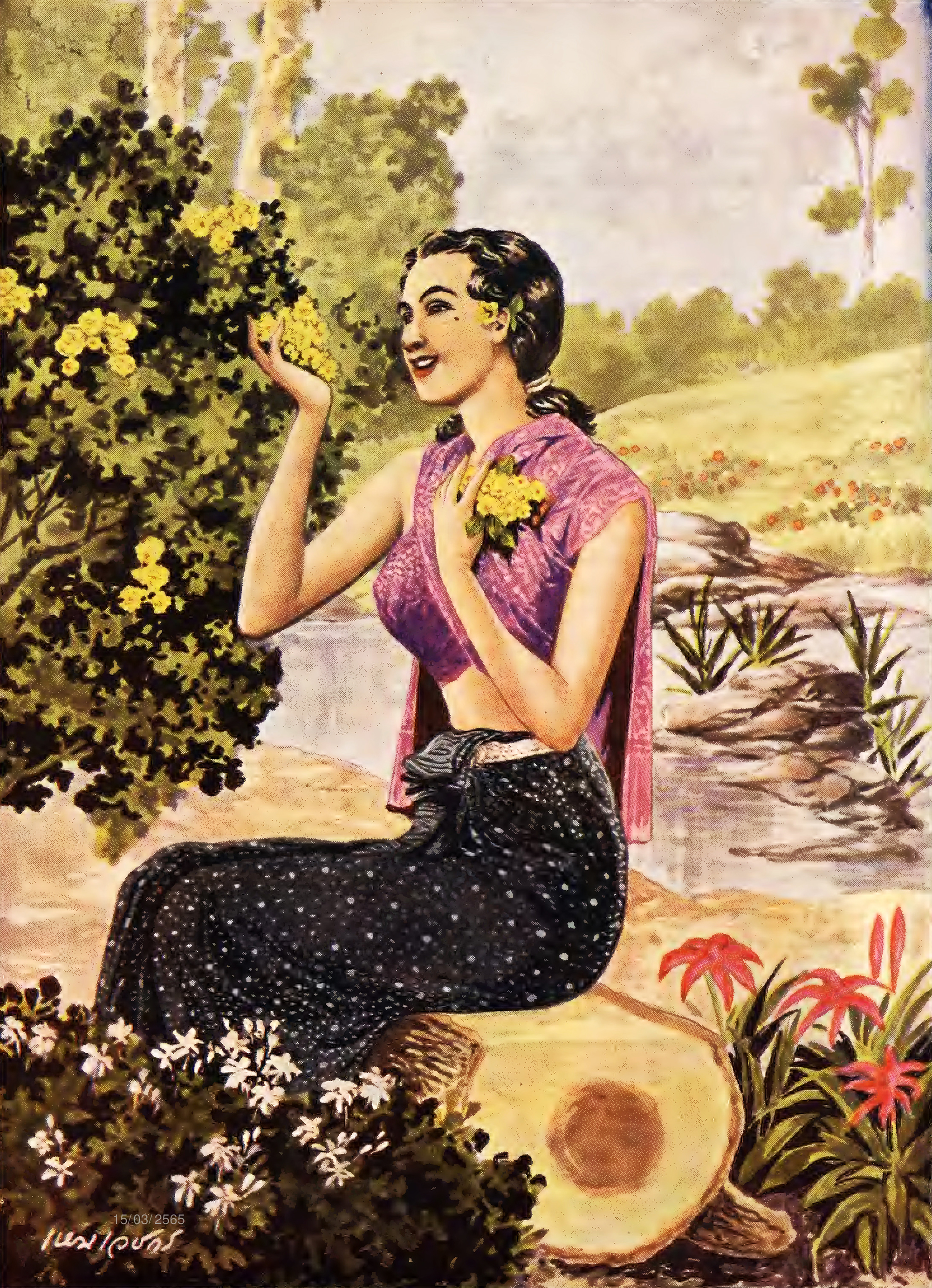
Unnarut (Rama I)
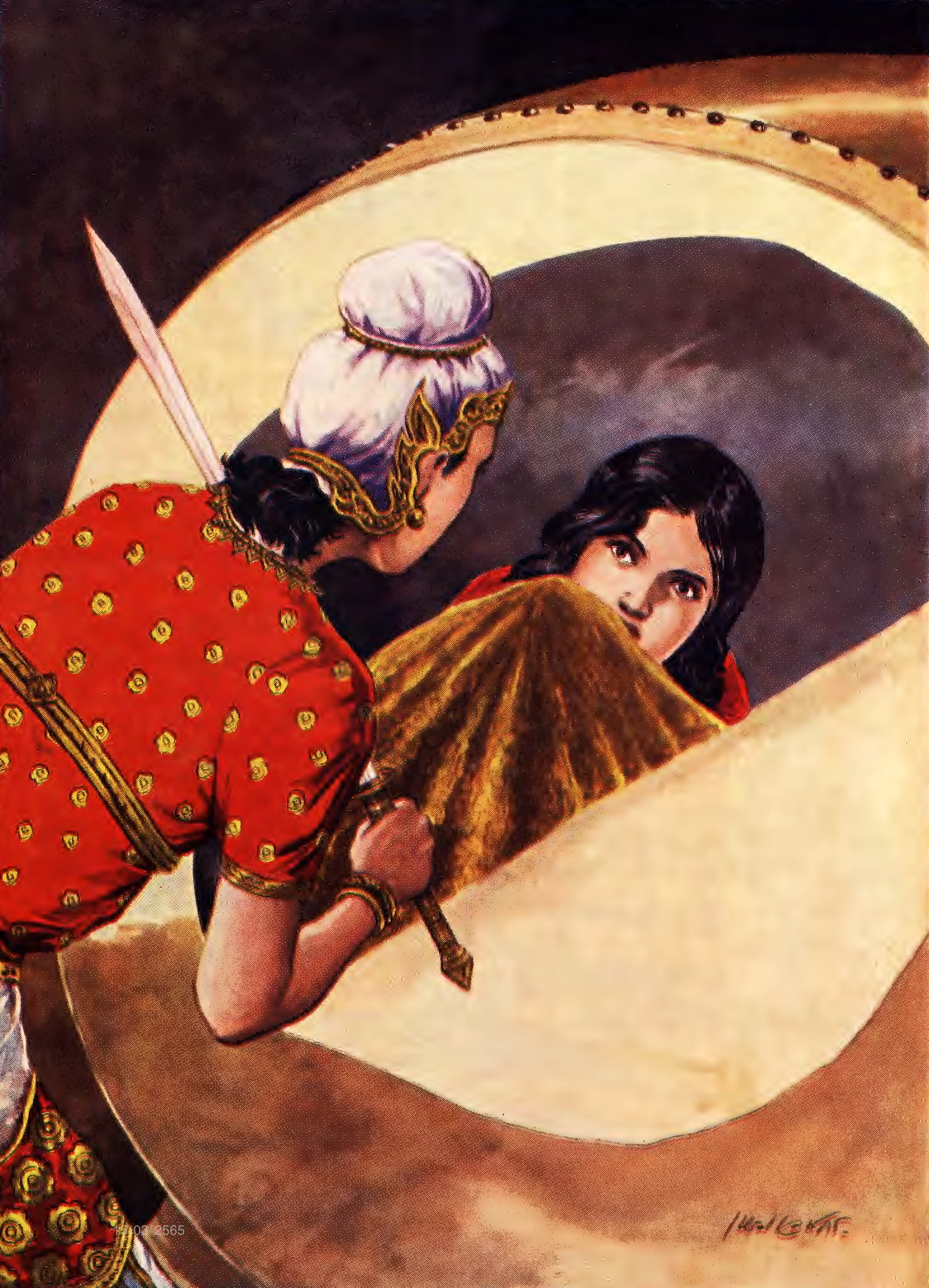
Khawi (Rama II)
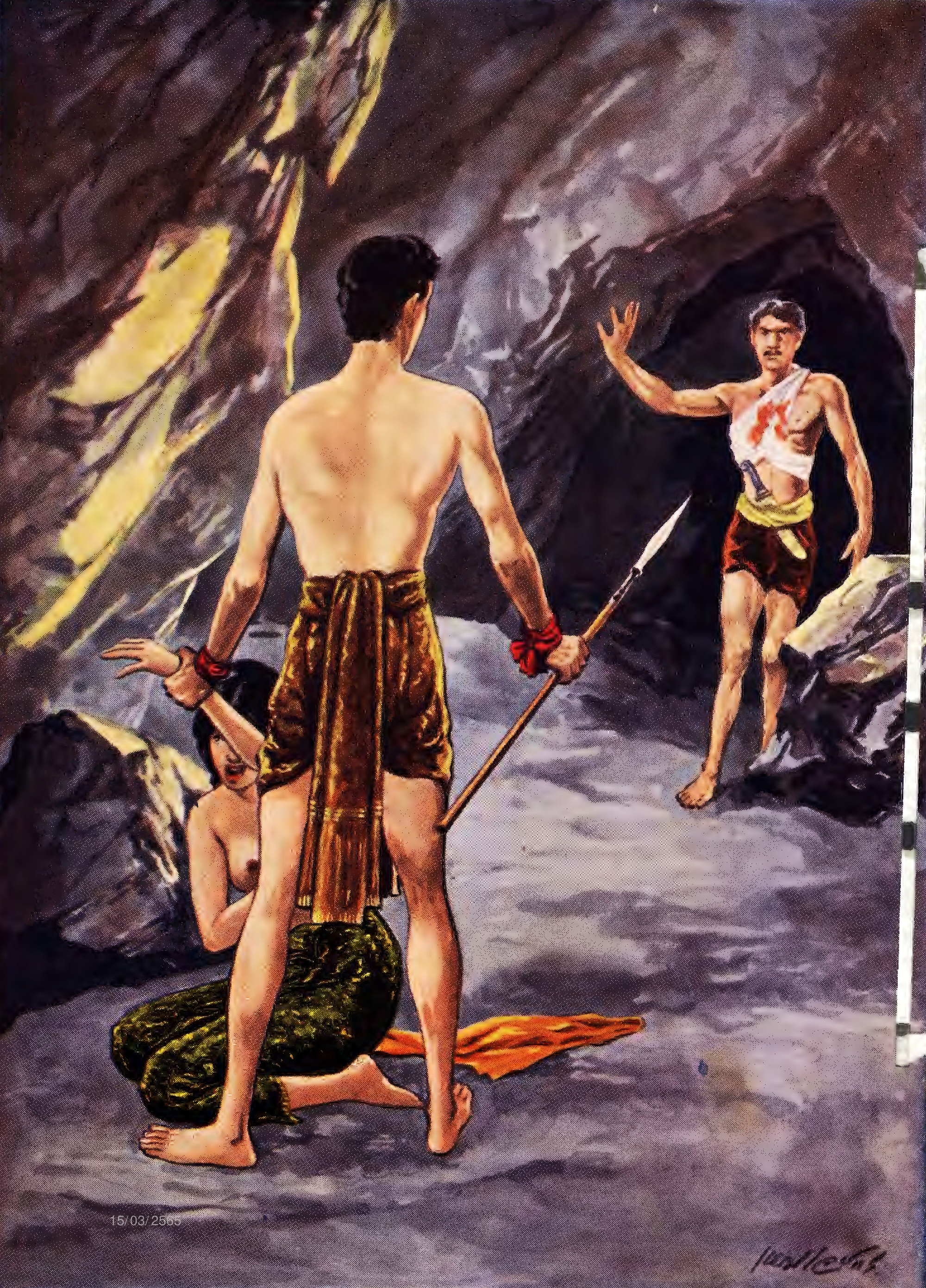
Krai Thong (Rama II)
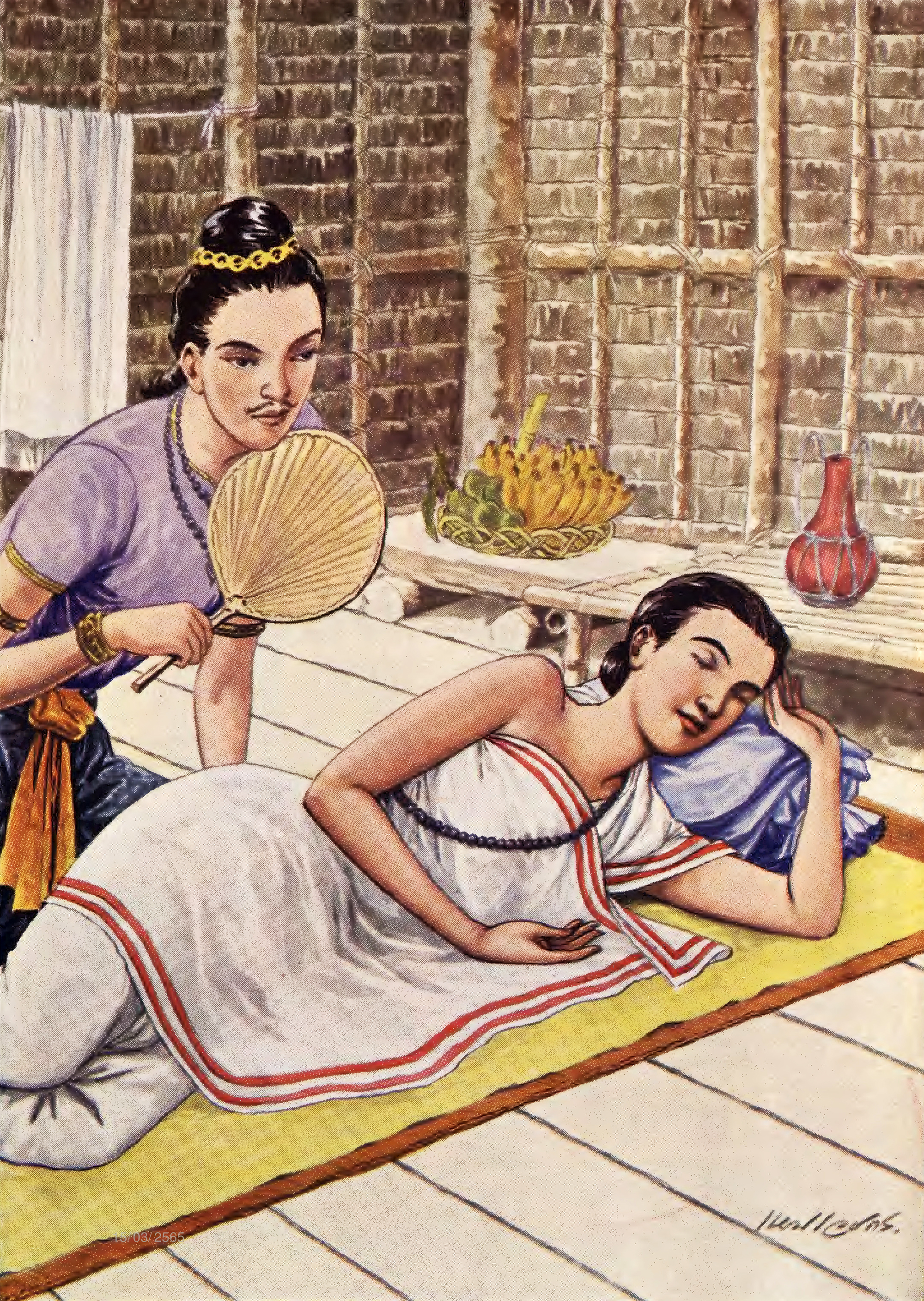
Maniphichai (Rama II)
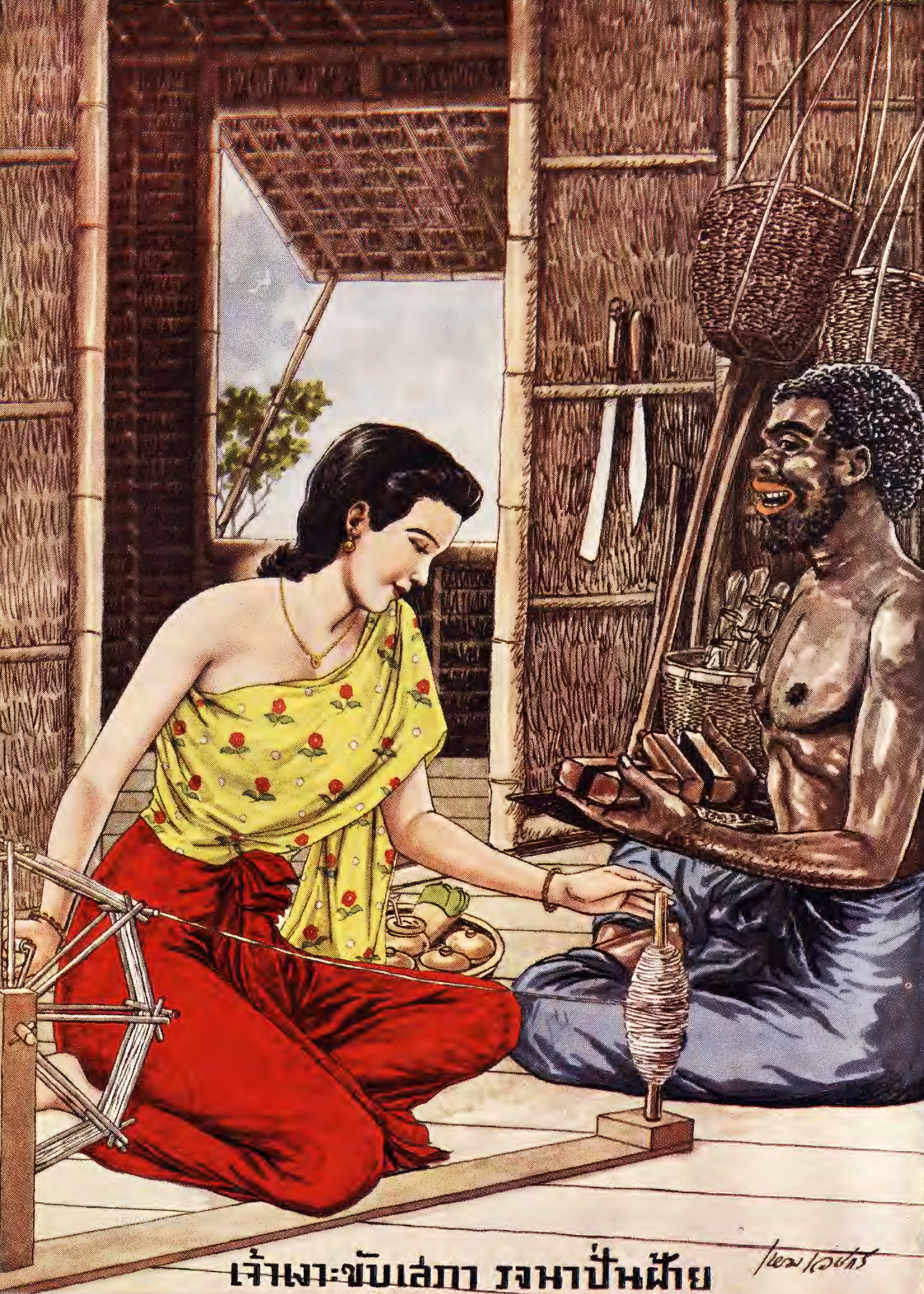
Sang Thong (Rama II)

- des poèmes de Rama VI

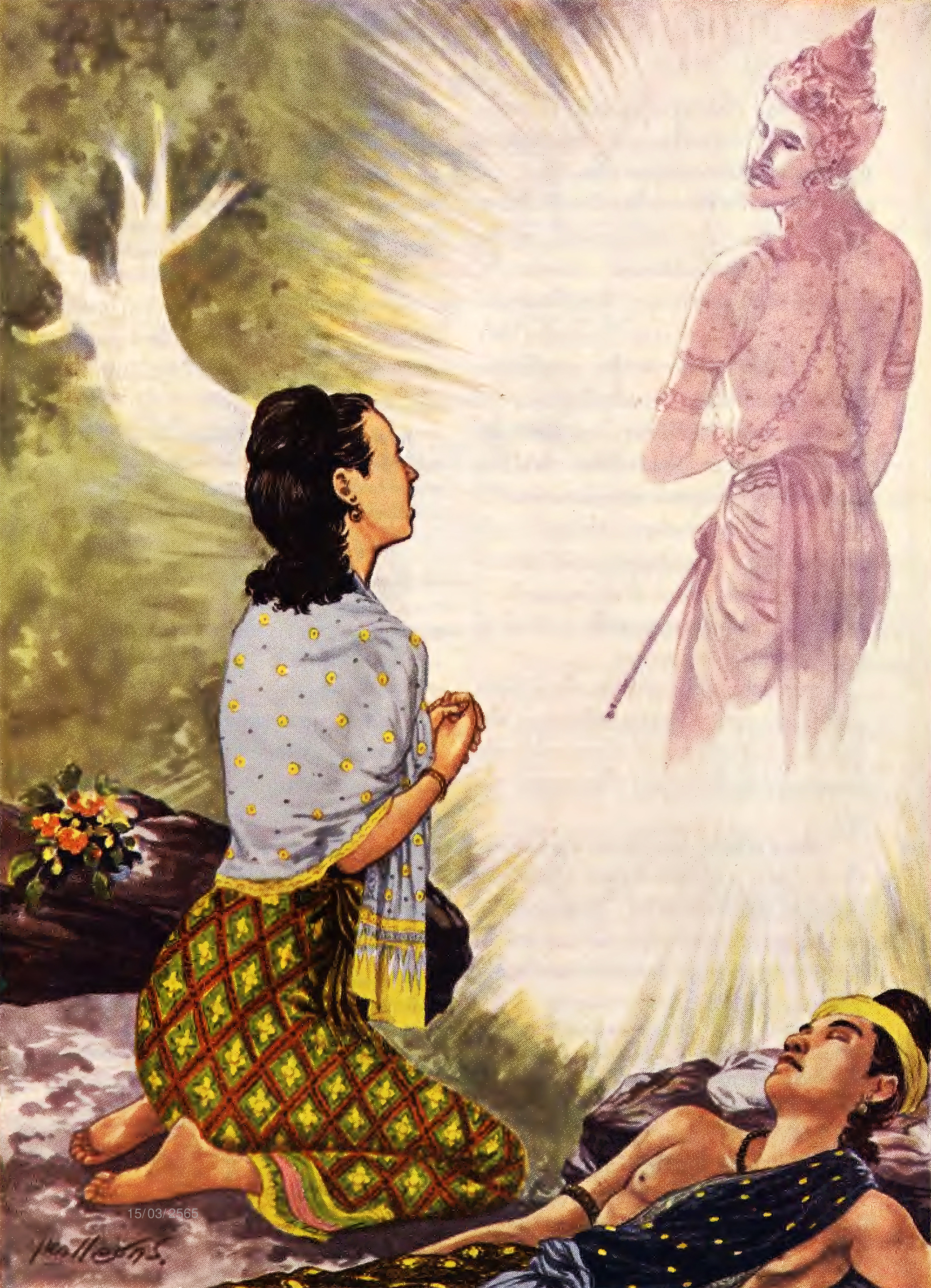
Sawittri
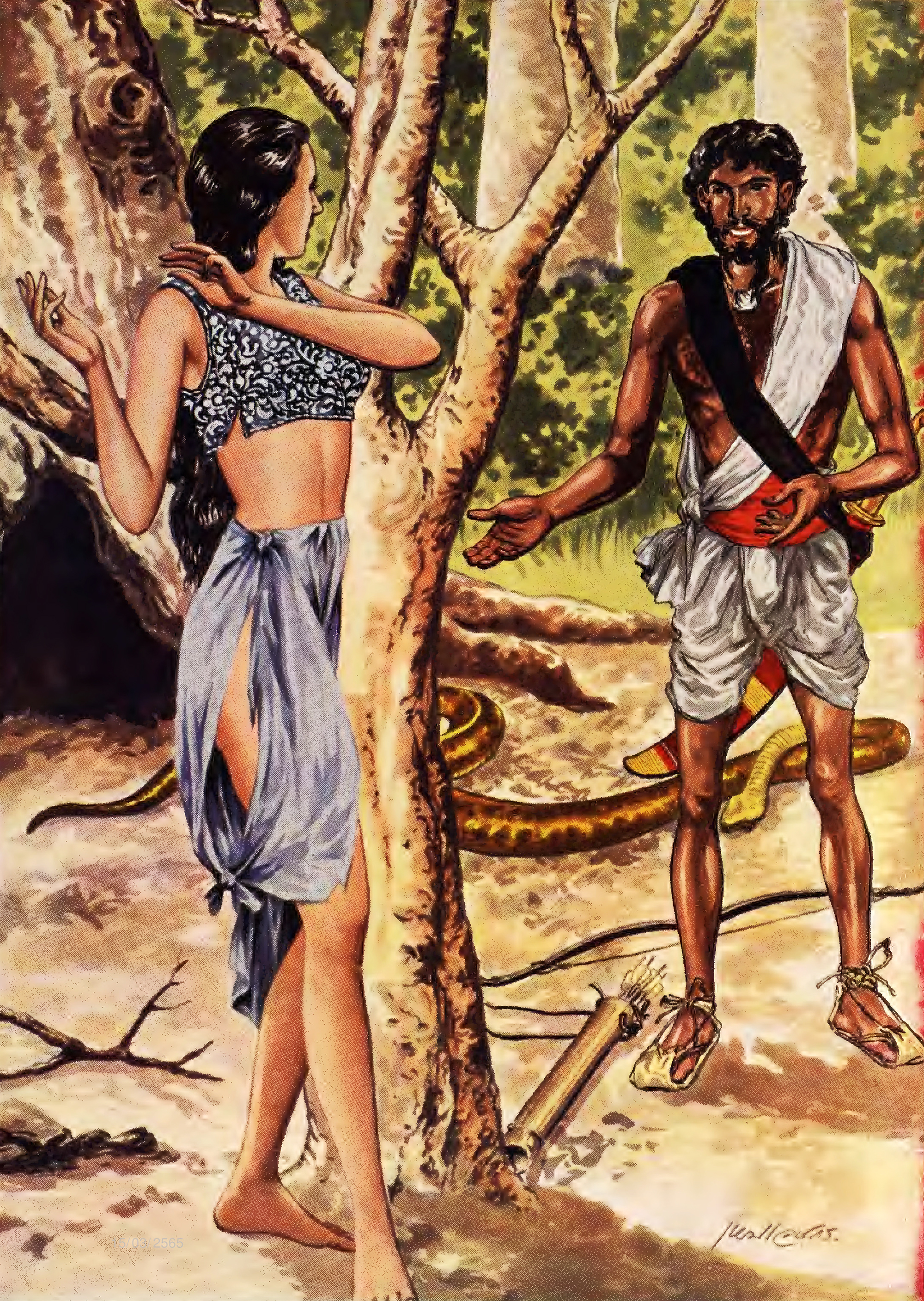
Phra Non Khamluang
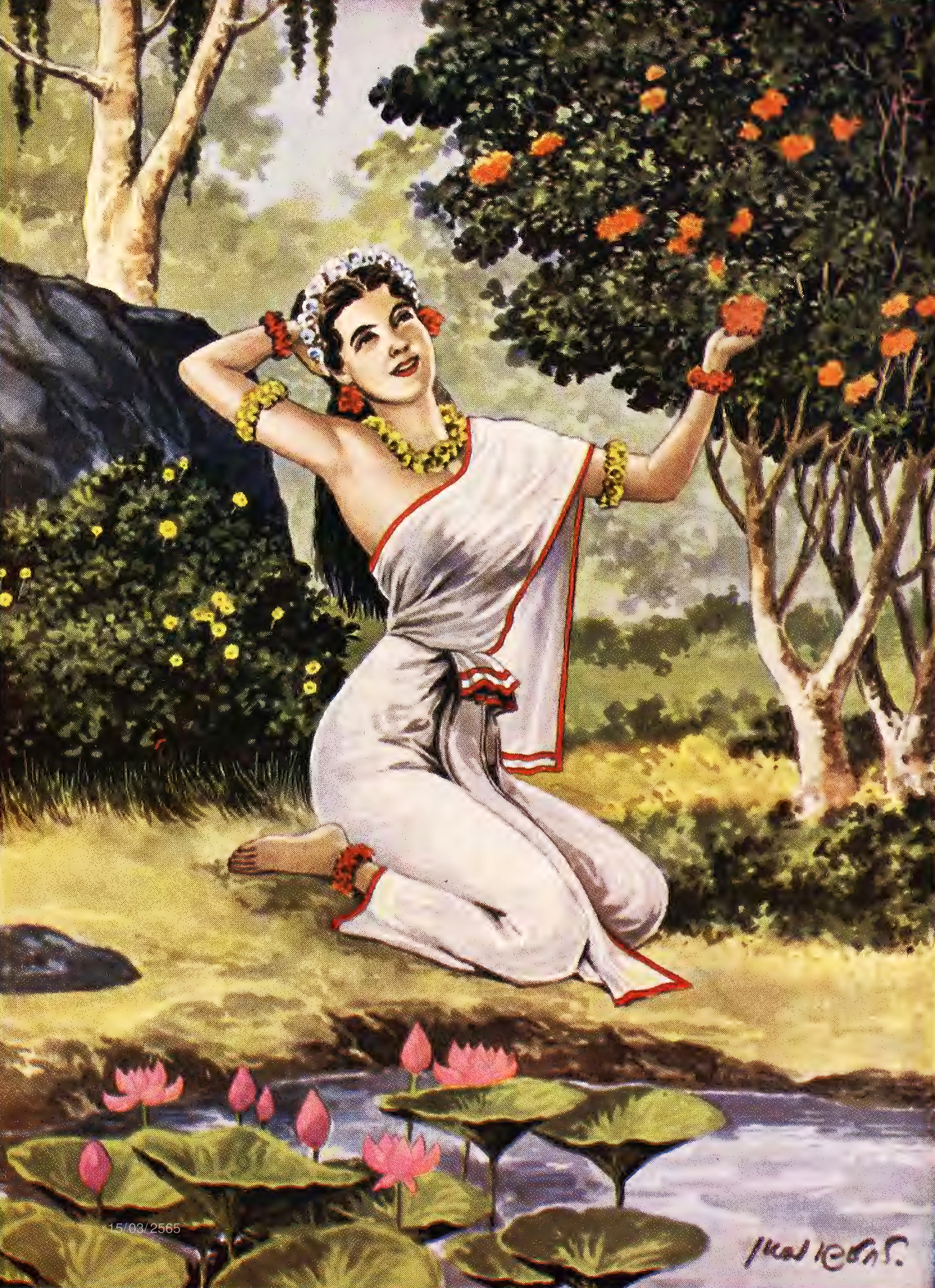
Sakuntala
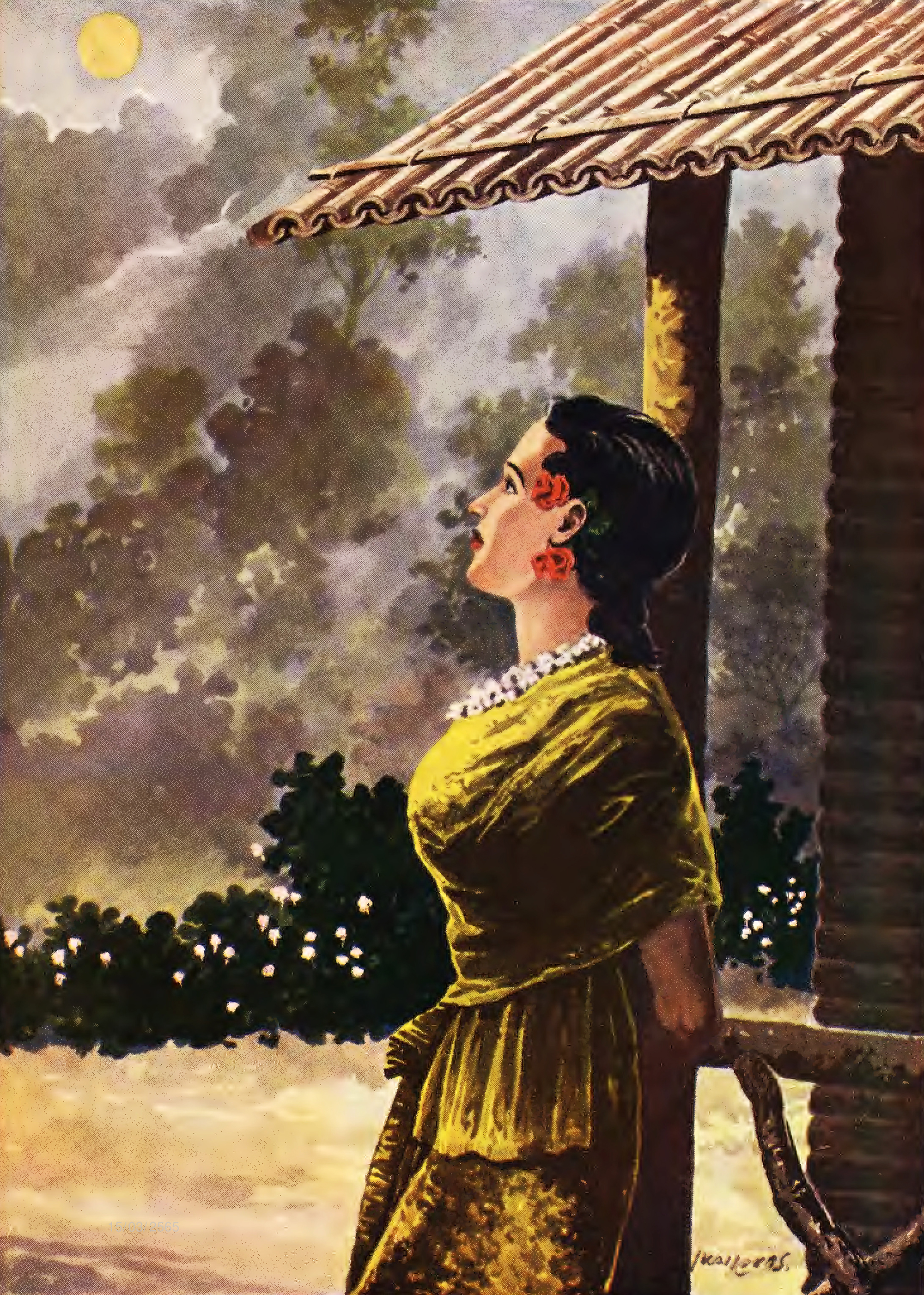
Matthanaphatha

- des jakatas

Jatakas
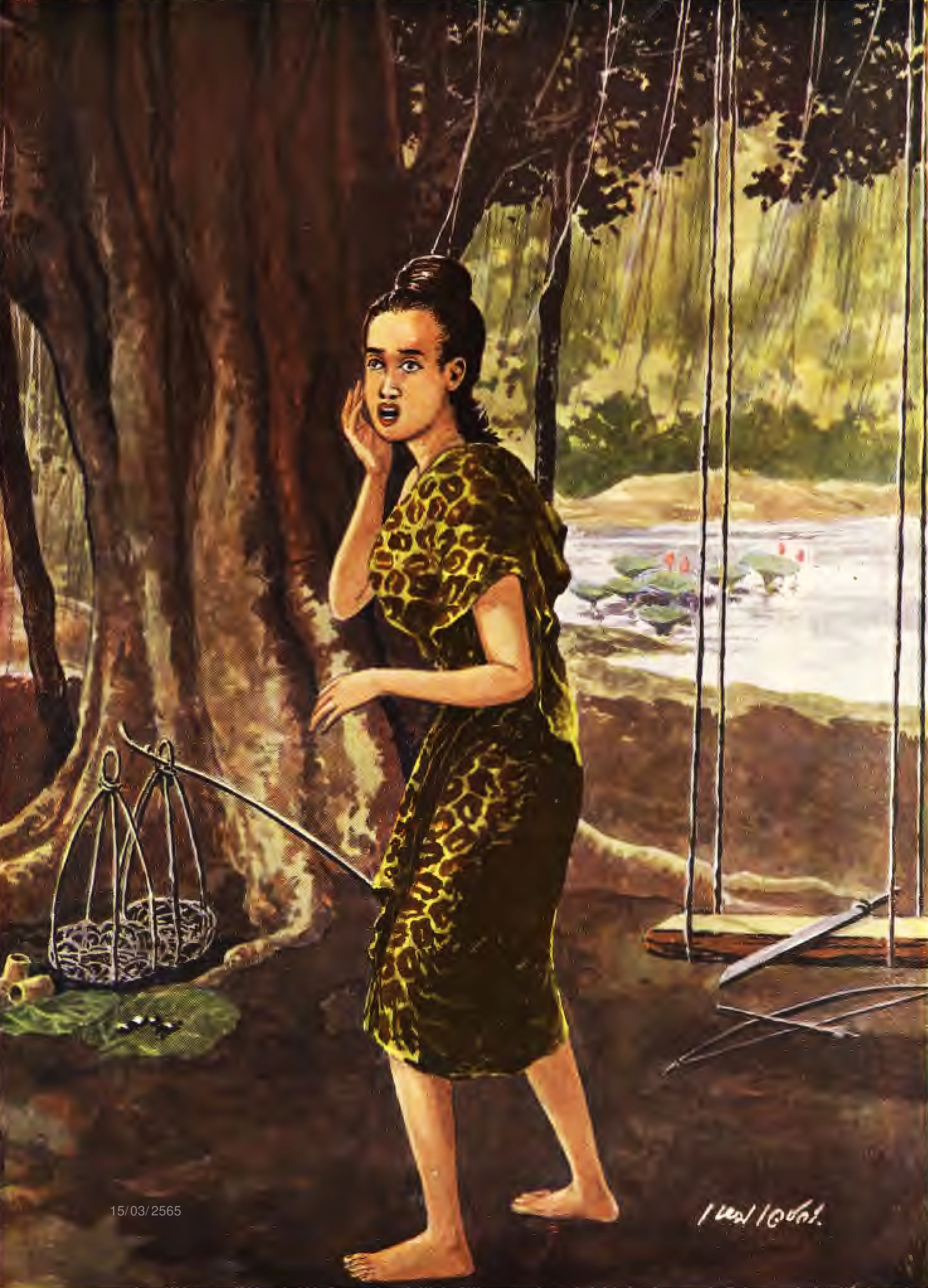
Matsi (Vessantara jātaka)
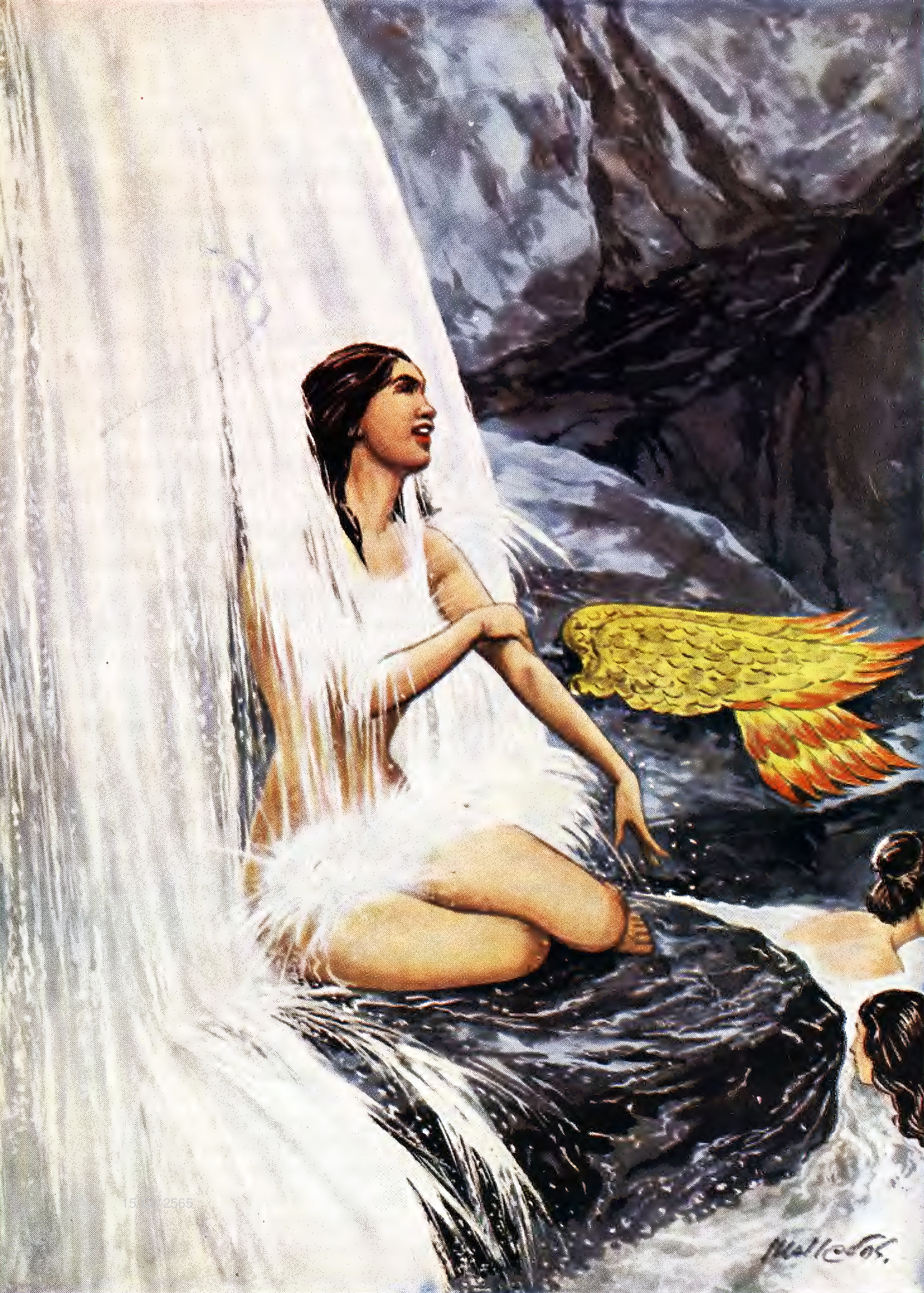
Manora (Sudhana jātaka)
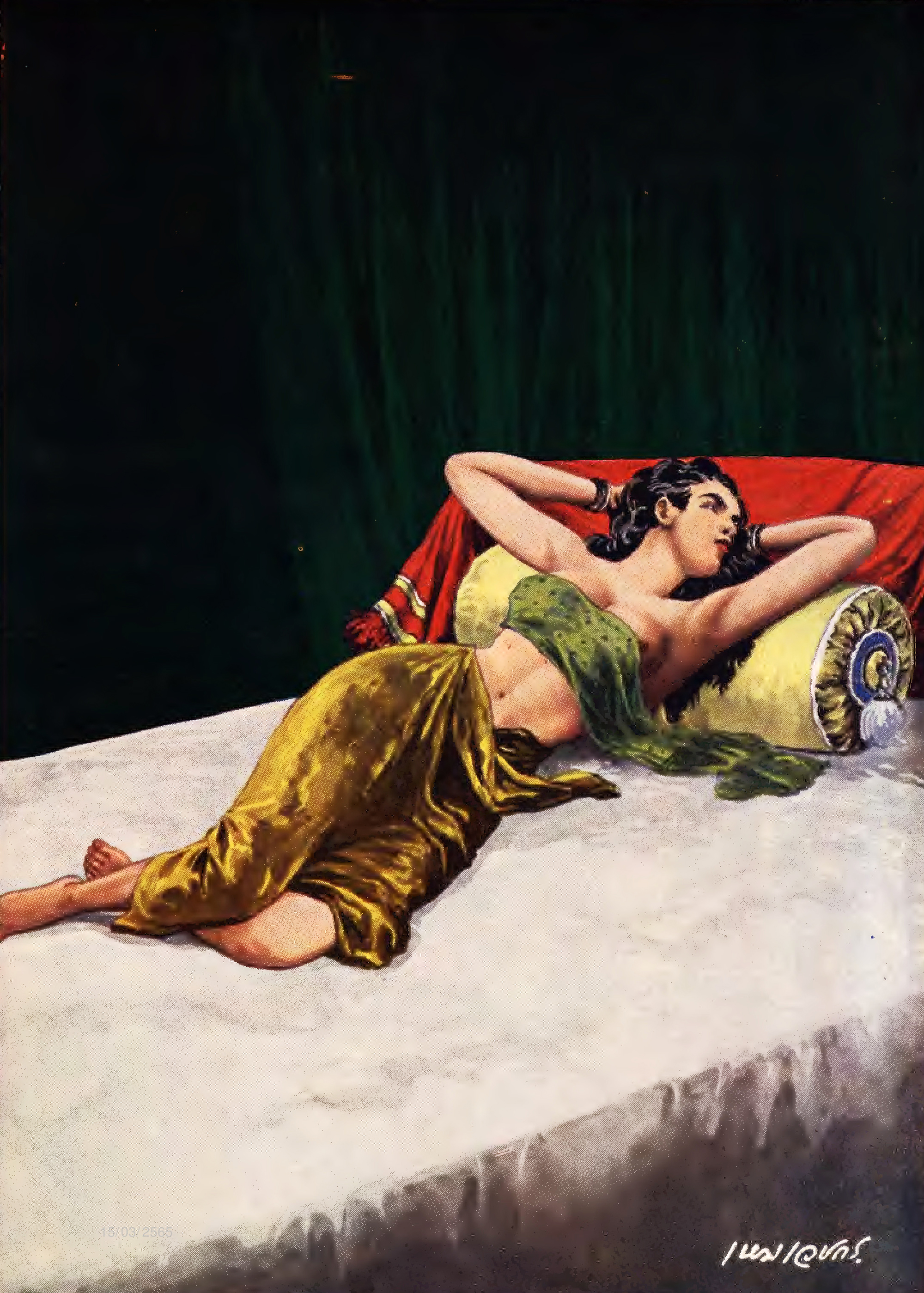
Kaki (Kākāti jātaka)

- Le Ramakien

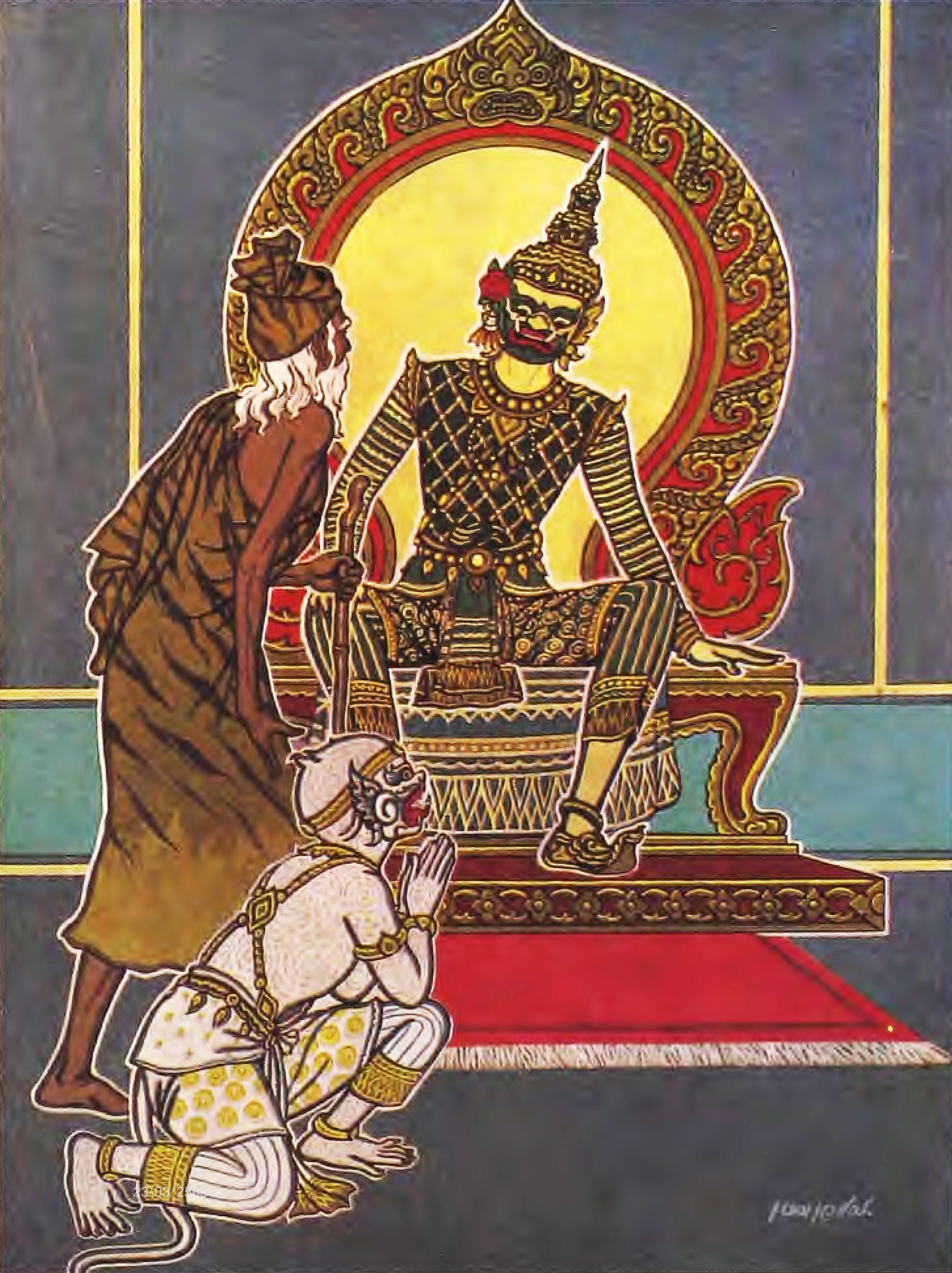
L'hermite Khobut, le singe Hanuman et le roi des démons Thotsakan (Ravana)
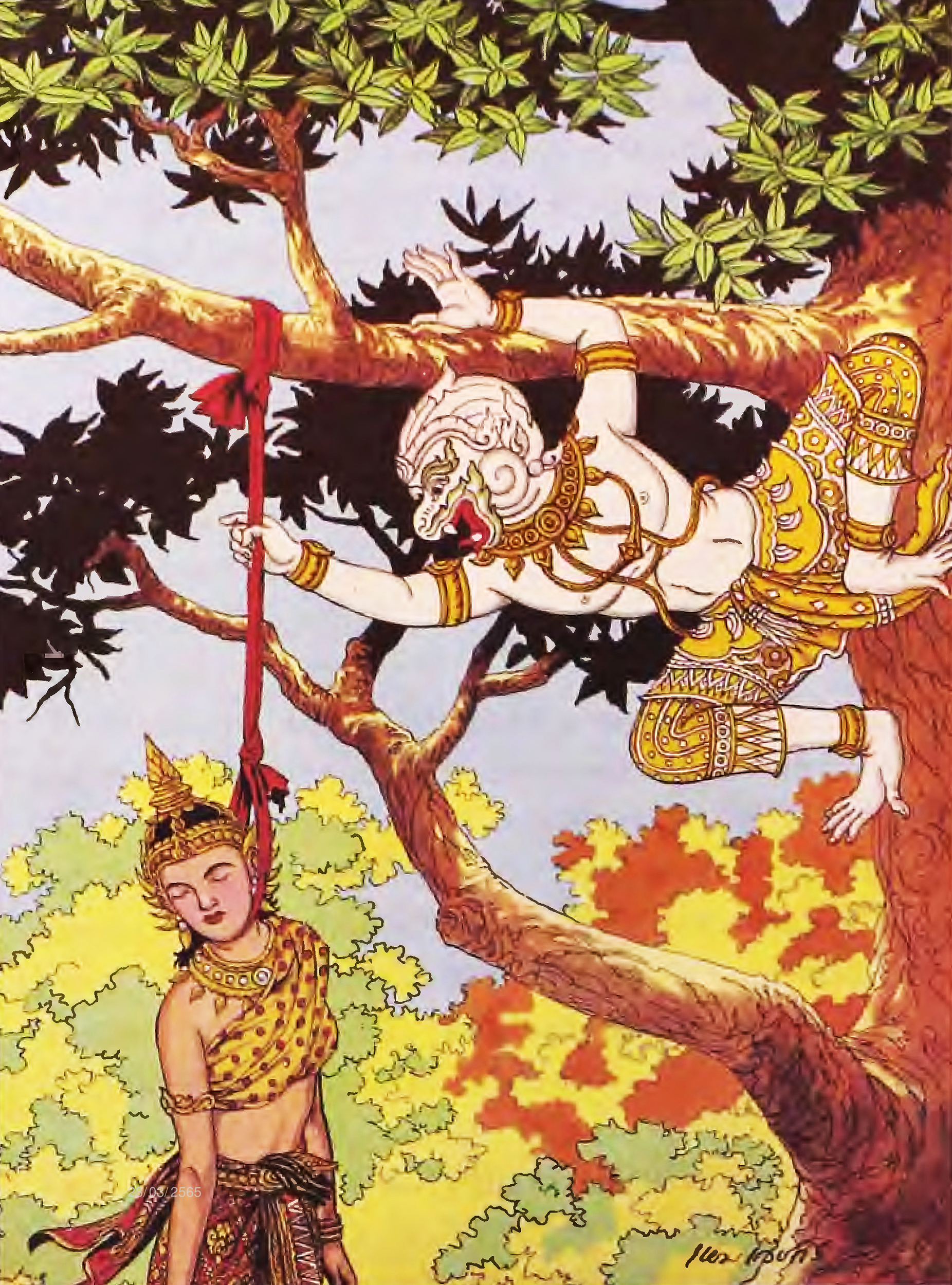
Hanuman sauve la vie à dame Sita (épouse de Rama)
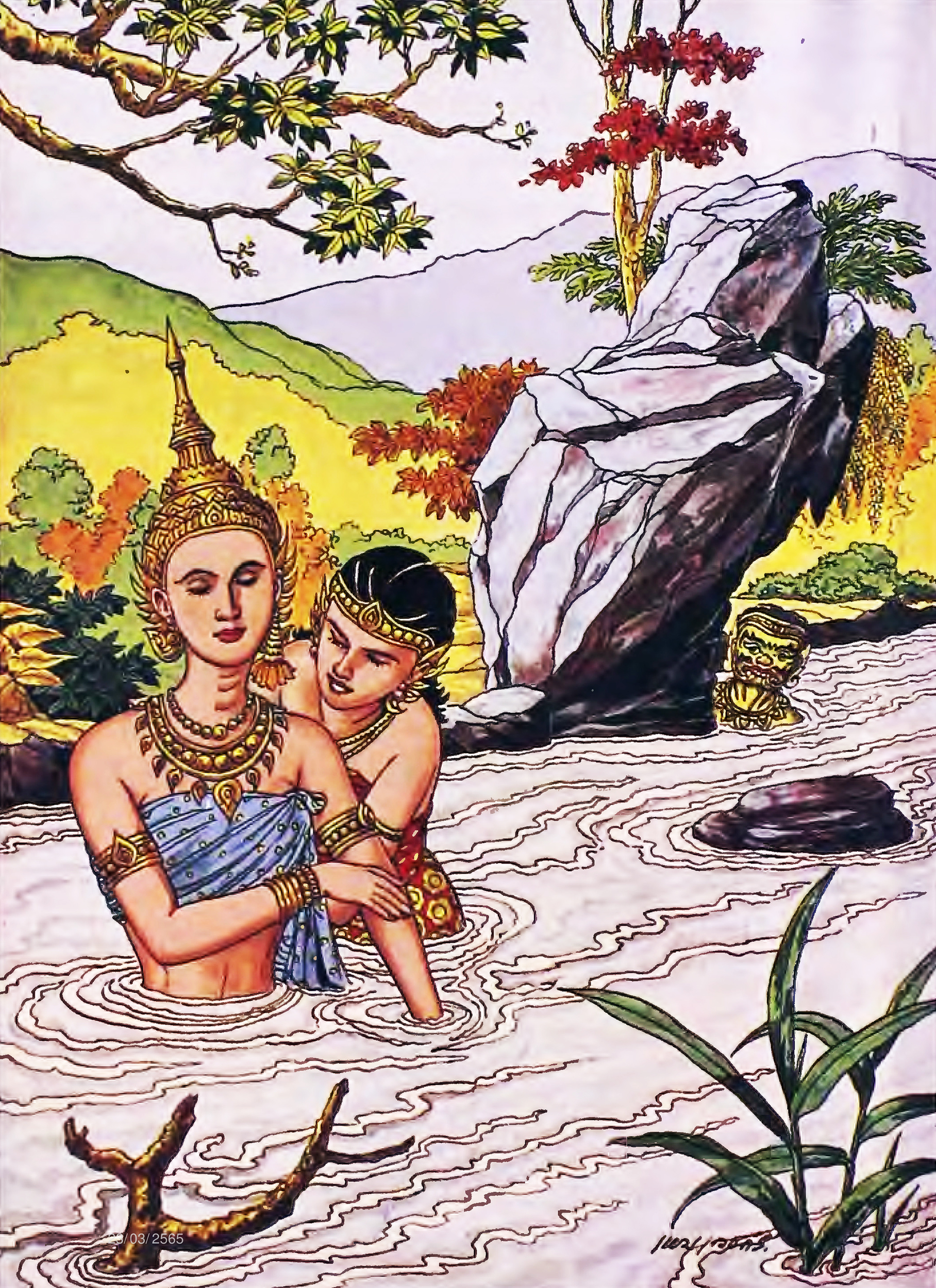
La Yakshini Adun et dame Sita

- et bien d'autres classiques...

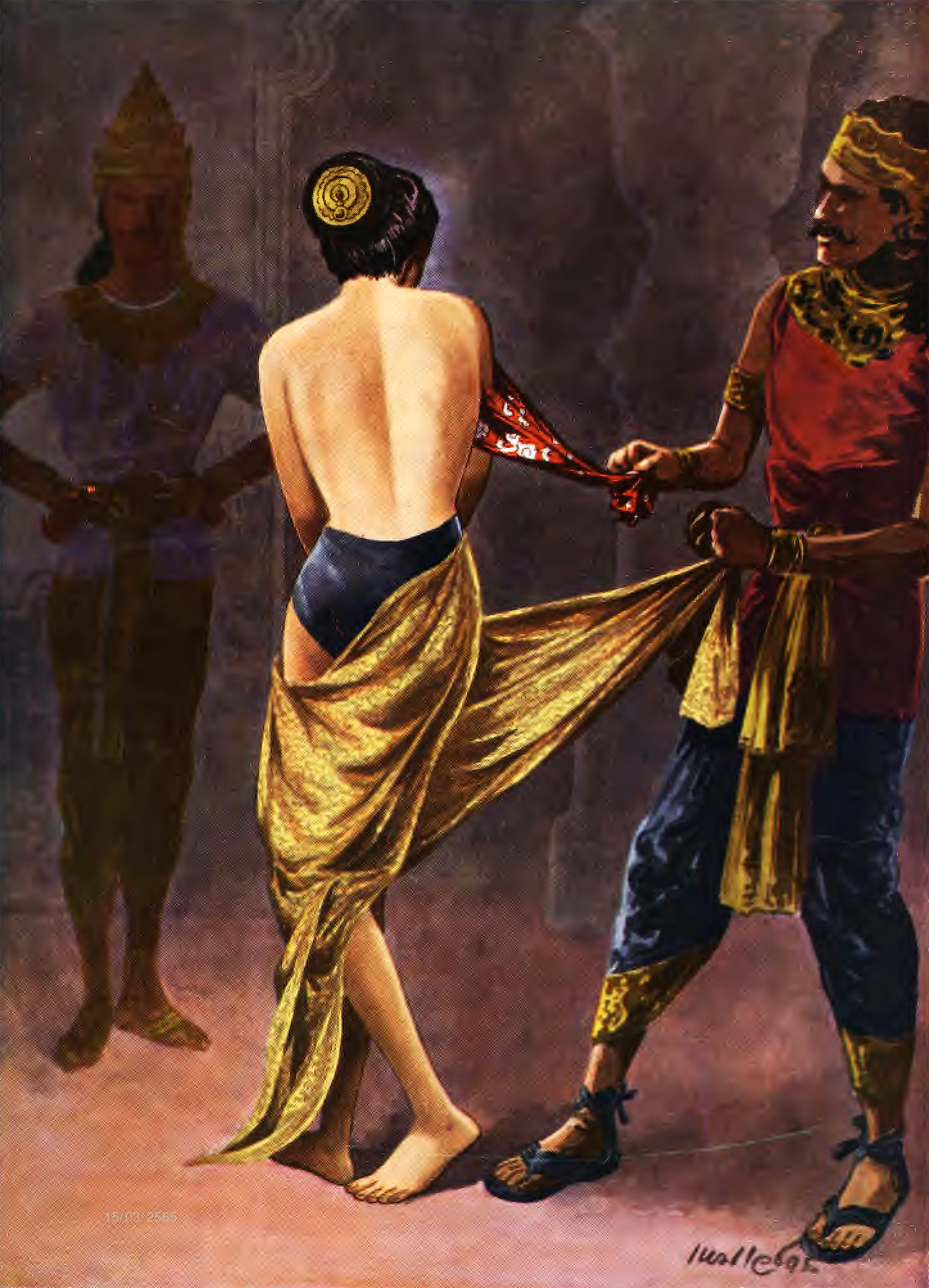
Mahabharata
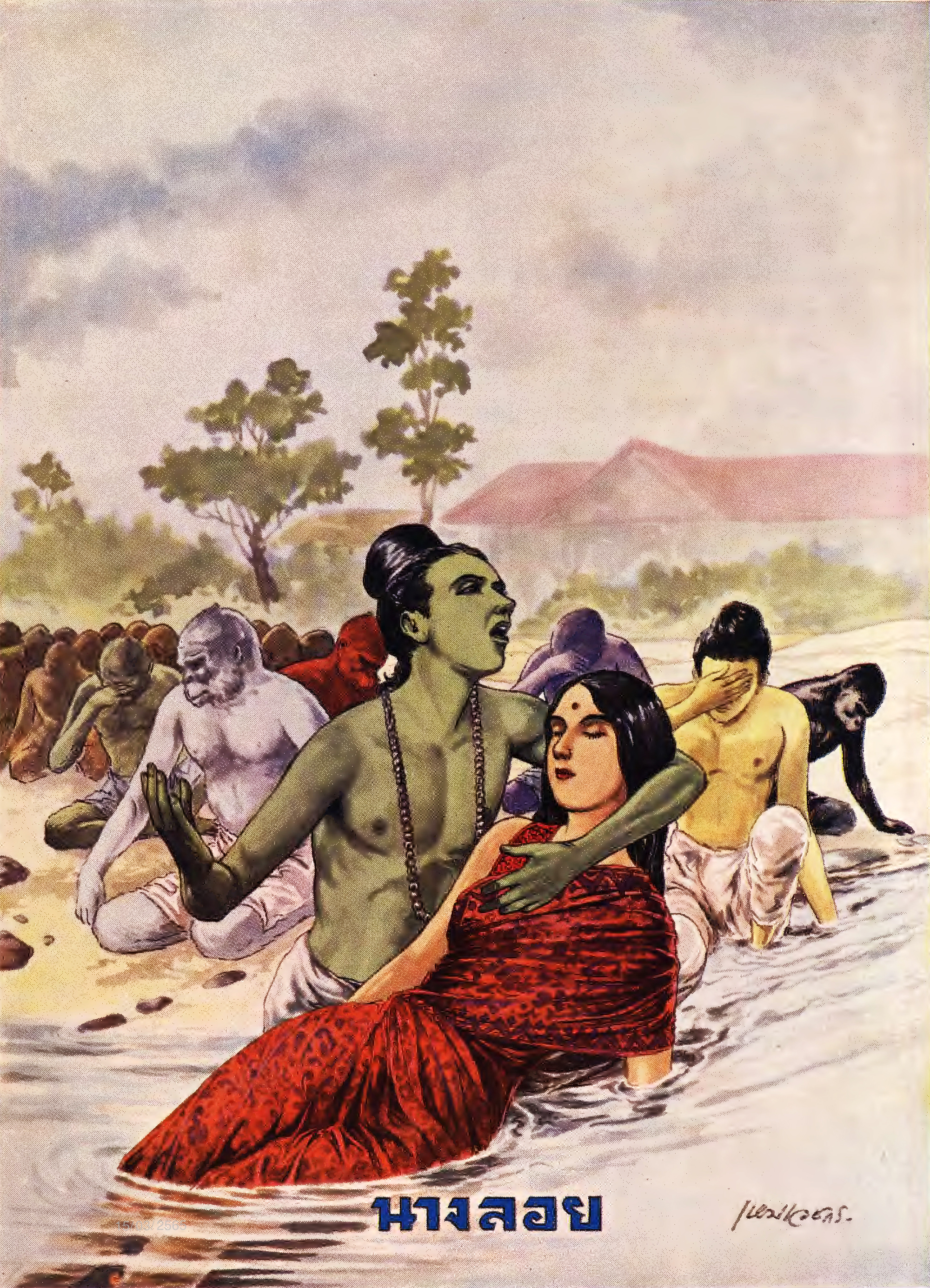
Ramayana
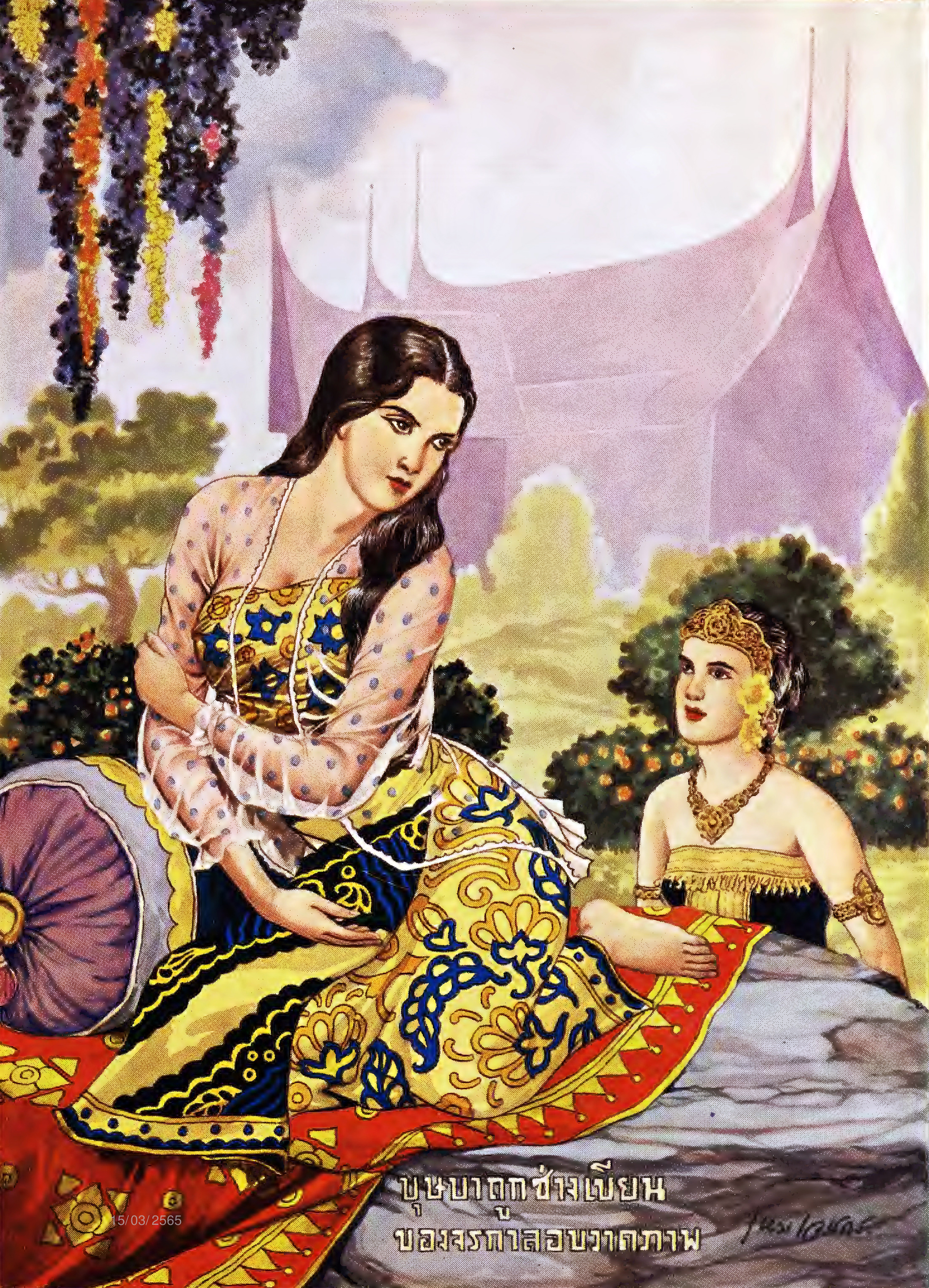
Cycle de Panji (Inao)
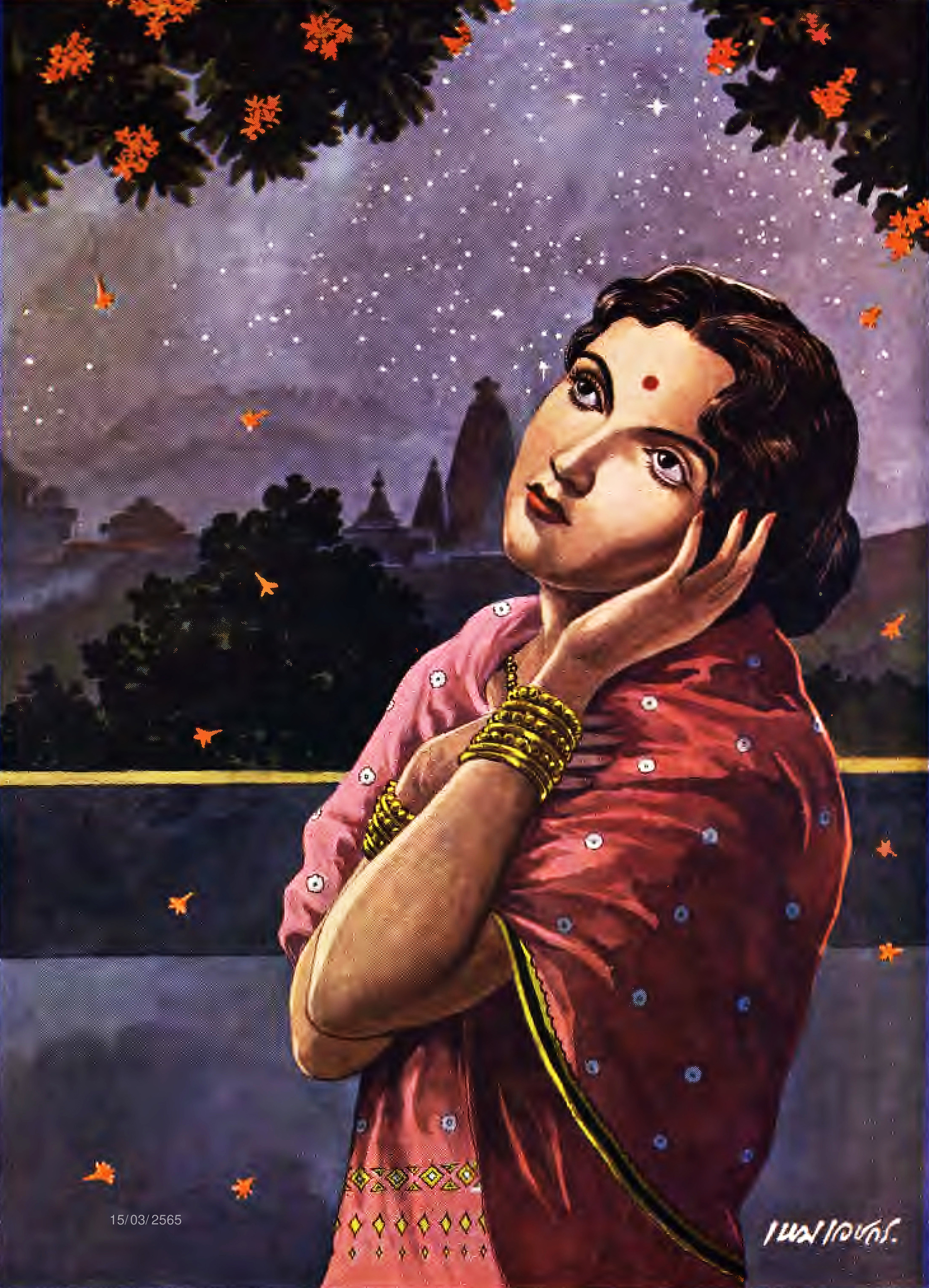
Le pèlerin Kamanita de Karl Adolph Gjellerup

Peu de temps avant sa mort en 1969, il est engagé par le roi  Rama IX (Bhumibol Adulyadej / ภูมิพลอดุลยเดช) pour réaliser des peintures à l'huile, cadeaux destinés aux invités du roi.
En 2004 une série de 4 timbres-poste rend hommage à l’œuvre de Hem Vejakorn.
En 2006, Hem Vejakorn est une des sources principales d'inspiration de Wisit Sasanatieng pour son film The Unseeable.